# Ladaque
O Ladaque (em inglês: Ladakh; em hindi: लद्दाख़; romaniz.: Laddākh; em ladaque: ལ་དྭགས; Wylie: la'dwags; em urdu: لَدّاخ‎) é uma região geográfica e histórica dos Himalaias situada no extremo norte-noroeste do subcontinente indiano que entre o segundo quartel do século XIX e 2019 se considerou parte de Caxemira. À exceção da sua parte nordeste, o Aksai Chin, ocupado pela China durante a guerra sino-indiana de 1962, o seu território faz parte da Índia, tendo feito parte do antigo estado de Jamu e Caxemira até 2019, quando foi constituído como Território da União. Entre o segundo quartel do século XIX e 2019 fez parte de Caxemira. A parte do Ladaque administrada de facto pela Índia tem 86 904 km², de área e é a região menos densamente povoada da Índia[carece de fontes?] — em 2011 tinha 274 289 habitantes (densidade: 3,2 hab./km²).
Conhecido como "Pequeno Tibete", o Ladaque é famoso pelas suas paisagens montanhosas e pela sua cultura budista tibetana, embora a parte ocidental seja quase exclusivamente muçulmana. A sua maior e mais importante cidade é Lé.
É uma das regiões habitadas mais altas do mundo — a altitude da maior parte do território é superior a 3 000 metros. É constituída quase exclusivamente por montanhas e alguns planaltos de grande altitude. A parte sob administração indiana estende-se desde o vale de Caxemira a oeste, até ao planalto tibetano (cuja extremidade ocidental entra pelo Ladaque) a leste. A sul, a fronteira com o estado de Himachal Pradexe passa ao longo das vertentes norte dos chamados  Grandes Himalaias e a norte é limitada pelas linhas de controlo ou de cessar-fogo (fronteiras disputadas) com a China (LAC, "Linha de Controlo Real") e com o Paquistão (LoC, "Linha de Controlo"). É uma região extremamente isolada — as fronteiras internacionais não só estão encerradas como são palco de frequentes incidentes, quando não de combates, e só há duas estradas que ligam com o resto da Índia: a estrada Serinagar–Lé, a oeste, com 534 km, que entra no Ladaque pelo passo de montanha de Zoji La (3 528 m de altitude), e a estrada Manali–Lé, a sul, com 475 ou 490 km, na qual há vários passos a mais de 4 000 metros e três a mais de 5 000 m. Ambas as estradas geralmente permanecem fechadas entre o outono e a primavera devido à neve.
A grande maioria dos habitantes das zonas norte e leste seguem o budismo tibetano. Na parte ocidental, a religião da maior parte da população é o islão xiita. A quantidade de fiéis dessas duas religiões é sensivelmente a mesma, concentrando-se os budistas no distrito de Lé e no Zanskar e os muçulmanos na parte do distrito de Cargil que não fica no Zanskar. A principal língua é o ladaque (ou bhoti), uma língua aparentada com tibetano, mas é comum, pelo menos entre a população letrada, o domínio do hindi, urdu e do inglês. Além destas, há diversas línguas maternas, como o balti, shina ou o burig, usados no distrito de Cargil e uma série de dialetos. Os habitantes são de etnias tibetanas (mongoloides, predominantes na parte oriental), e indo-arianas, maioritárias na parte ocidental.
No passado, o Ladaque foi um local importante para o comércio entre a Índia, Ásia Central e Tibete devido à sua localização estratégica no cruzamento de diversas rotas comerciais entre aquelas regiões, mas o comércio internacional extinguiu-se no início da década de 1960 devido à China ter fechado as fronteiras com o Tibete e com Xinjian. Desde 1974 que o governo indiano tem vindo a incentivar com sucesso o turismo, que atualmente é uma das principais fontes de receita da região. Devido à sua importância estratégica e às fronteiras disputadas, onde são frequentes os incidentes militares, as forças armadas indianas mantêm uma forte presença na região e têm a seu cargo as principais estradas.

## História

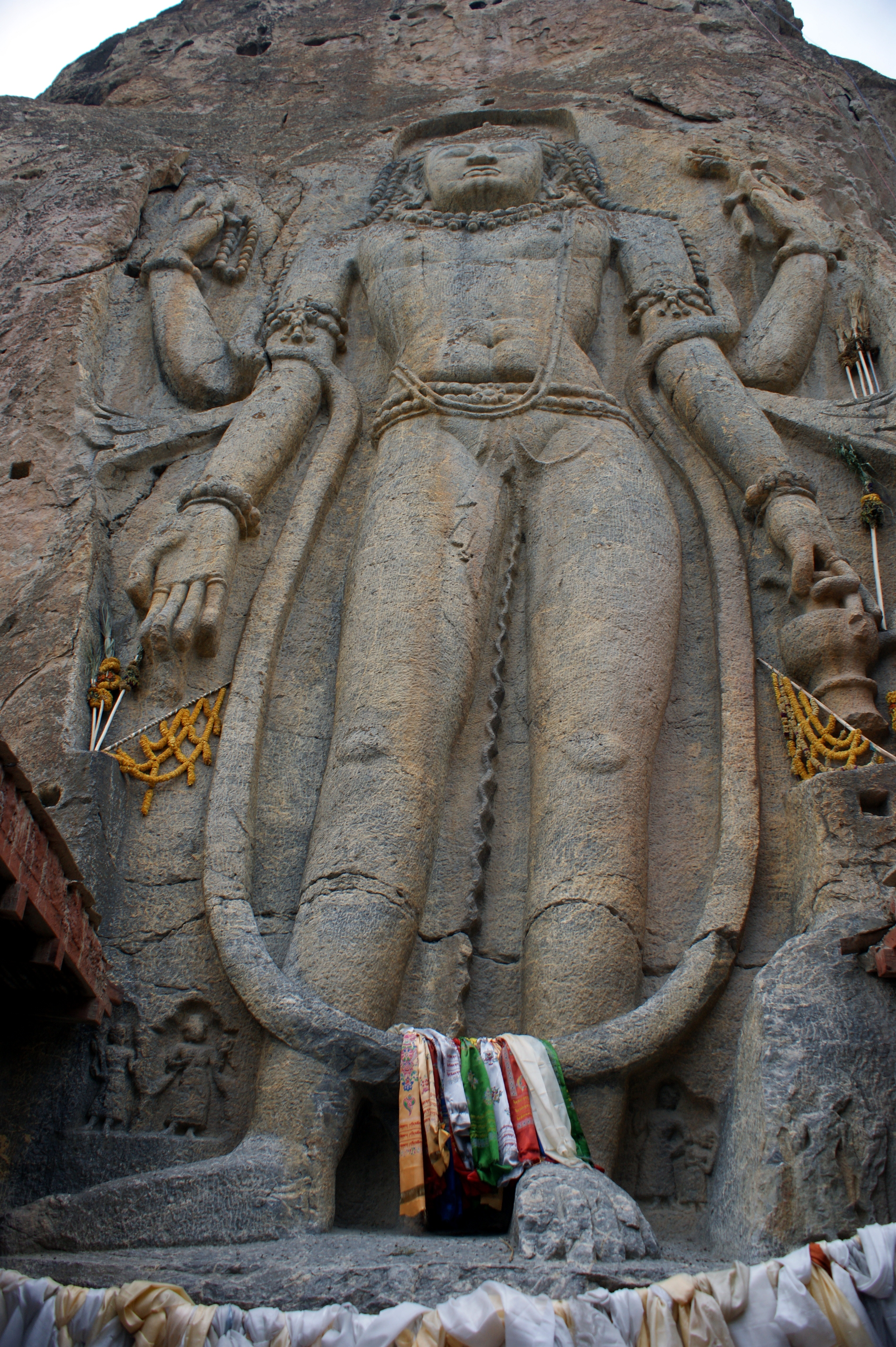
O "Chamba de Mulbekh", um relevo do Buda Maitreya, provavelmente do, o monumento de grandes proporções mais antigo do Ladaque

Os primeiros habitantes do Ladaque foram provavelmente dardos (em ladaque: brokpa). Historiadores clássicos como Heródoto e Plínio, o Velho mencionam os dardos como um povo de escavadores de ouro da Ásia Central, o que pode estar relacionado com um vago conhecimento de atividades de garimpo de ouro no Ladaque e no Baltistão. Ptolomeu situa os daradrai nas partes mais a montante do rio Indo e o nome Darada é usado em listas geográficas dos Puranas.[carece de fontes?]
No século I d.C. o Ladaque integrava o Império Cuchana. É provável que no século VII a região fizesse parte do reino de Zhangzhung do Tibete Ocidental, que no século VII se tornou vassalo do Império Tibetano.[carece de fontes?] No início do século VIII o Ladaque estava sob suserania tibetana mas a sua população não era de origem tibetana e era budista, o que não acontecia então com os tibetanos. No mesmo século, o Ladaque esteve envolvido nos conflitos resultantes da expansão tibetana para ocidente e da influência exercida pela China a partir da Ásia Central. Após a queda do Império Tibetano em 842, a suserania tibetana desvaneceu-se rapidamente.
A primeira dinastia tibetana do Ladaque foi fundada no século IX por Nyima-Gon, um representante da antiga casa real tibetana. O reino de Nyima-Gon tinha o seu centro bastante a leste do atual Ladaque. Foi durante essa dinastia que a região foi "tibetizado" e a população de origem étnica tibetana se tornou predominante. O budismo sofreu um revés temporário na região durante o reinado de Lde-dpal-hkhor-btsan (r. ca.  870–900), que promoveu a religião Bön, tendo fundado oito mosteiros e patrocinado a produção em massa de escritos Hbum para espalhar a religião. O quinto rei da dinastia, Lhachen Utpala conquistou Kulu, Mustang (atualmente parte do Nepal) e parte do Baltistão.
Há indícios de que nessa época o comércio internacional era importante. Um autor de Jowzjan (Afeganistão) refere-se ao "Tibete Boloriano" (Bolor = Bolu, Baltistão), cujos habitantes eram sobretudo comerciantes e supõe-se que as cruzes nestorianas (usadas pelos seguidores da Igreja Assíria do Oriente) esculpidas em rochedos são da autoria de mercadores sogdianos cristãos. Há também inscrições em árabe da mesma época, provavelmente também de comerciantes.[carece de fontes?]
No século XVII, devido a uma ruptura das suas relações com o Tibete, o 5.º Dalai Lama invadiu o reino. Com a ajuda de Caxemira, a sua soberania foi restaurada pouco tempo depois, tendo como contrapartida a conversão formal do rei ao islão e a construção de uma mesquita na sua capital, Lé. A Caxemira acabou por invadir o reino, no século XIX, pondo fim à sua independência, provocando deste modo a sua futura integração indireta na Índia britânica.[carece de fontes?]
O território original do reino agora está divido entre a Índia, o Paquistão e a China, que ocupou o Aksai Chin durante a guerra sino-indiana de 1962.[carece de fontes?]

## Geografia

Mapa do Ladaque sem o Aksai Chin (a nordeste) nem a área do glaciar de Siachen (a norte)

O Ladaque é a região mais alta do antigo estado de Jamu e Caxemira e uma das regiões habitadas mais altas do mundo. É constituída quase exclusivamente por montanhas e alguns planaltos de grande altitude, como o de Rupshu, na parte sudeste, cuja altitude varia entre os 4 500 e os 5 500 m. A altitude da maior parte do território é superior a 3 000 metros.
Os limites de facto do Ladaque indiano são: a oeste o vale de Caxemira; a sul a cordilheira conhecida na Índia como Grandes Himalaias, que corre paralela a sul da de Zanskar e separa o Ladaque do distrito de Lahaul e Spiti, no estado de Himachal Pradexe; a leste as cordilheiras de Chang Chenmo e de Pangong e o planalto tibetano, do qual fazem parte a área sudeste do Ladaque e o Aksai Chin; a norte o Caracórum, ao longo do qual correm as linhas de controlo (fronteiras disputadas) com a China (Xinjiang) e com o Paquistão (Gilgit-Baltistão). No passado, os territórios do antigo reino do Ladaque chegaram a incluir a região de Ngari, no Tibete Ocidental (reino de Guge) e os vales de Lahaul e Spiti; a norte iam até à cordilheira de Cunlum. O território ladaque reclamado pela Índia corresponde à província oriental do estado principesco Jamu e Caxemira, parte da Índia britânica desde 1846, que incluía, além dos atuais distritos indianos de Cargil e de Lé, o Aksai Chin (ocupado pela China) e o Baltistão (administrado pelo Paquistão, à exceção do vale de Shaksgam, que foi entregue pelo Paquistão à China em 1963).[carece de fontes?]
O rio Indo constitui o eixo principal e central do Ladaque, que percorre a região no sentido sudeste-noroeste e separa os Himalaias (a sul) do Caracórum (a norte), se bem que seja frequente considerar o Caracórum uma parte dos Himalaias. O Indo corre entre as cordilheiras do Ladaque (parte do Caracórum, a norte) e do Zanskar (dos Himalaias, a sul). As principais localidades históricas e as mais importantes atualmente, à exceção de Cargil, — Lé, Shey, Basgo e Tingmosgang — situam-se junto à margem direita (norte) do Indo. Desde a guerra indo-paquistanesa de 1947 que a única parte do Indo que corre em solo indiano se situa no Ladaque. O Indo é um rio venerado pelos hindus e tem uma grande importância histórica e simbólica para a Índia, cujo nome deriva do nome do rio.[carece de fontes?]
Praticamente toda a região faz parte da bacia hidrográfica do Indo, à exceção de algumas áreas nos extremos oriental, sudeste e sul, que são drenadas para lagos interiores: o Pangong Tso, o Tso Moriri e o Tso Kar. A maior parte da população vive no vale do Indo e, a oeste deste, na região de Purig, nomeadamente nos vales de Cargil e do Suru. Os restantes territórios são muito pouco povoados e quase completamente desertos fora dos fundos dos vales, como o de Nubra, a norte de Lé, e o do rio Zanskar e seus principais afluentes, a sul. O Aksai Chin, ocupado pela China, é quase completamente deserto. A região mais densamente povoada (14 hab./km²) do Ladaque histórico, o Baltistão, situa-se atualmente no Paquistão.[carece de fontes?]
As montanhas do Ladaque foram formadas há mais de 45 milhões de anos pela dobragem da placa indiana na mais estacionária placa eurasiática. Esse processo de deriva continental continua e é a causa de sismos frequentes em toda a região dos Himalaias. As montanhas mais altas da região são o Saser Kangri (7 672 m, a norte do vale de Nubra, na cordilheira de Saser Muztagh, parte do Caracórum oriental) e o Nun (7 135 m, na cordilheira do Zanskar).[carece de fontes?]
O acesso ao Ladaque e algumas das suas áreas por via terrestre passa por vários passos de montanha a grande altitude, como o Zoji La (3 528 m, na estrada Serinagar–Lé, a oeste), o Taglang La (5 328 m, na estrada Manali–Lé, que liga com o Himachal Pradexe, a sul), o Chang La (5 360 m, que liga o vale do Indo ao lago Pangong), o Saser La (5 411 m, que liga o vale de Nubra a Iarcanda, a norte), o Pensi La (4 400 m, que liga o Zanskar com o resto do distrito de Cargil, a sudoeste), o Rezang La (4 877 m, que liga com o Tibete, a leste), o Kongka La (5 171 m, que liga com o Aksai Chin, a nordeste), o Marsimik La (5 582 m, na rota entre o lago Pangong e Kongka La) ou o Khardung La (5 359 m, que liga Lé ao vale de Nubra). Alguns destes passos estão entre os mais altos do mundo transitáveis por veículos motorizados — segundo as fontes oficiais indianas, Khardung La é o mais alto do mundo dessa categoria e Taglang La o segundo.[carece de fontes?]

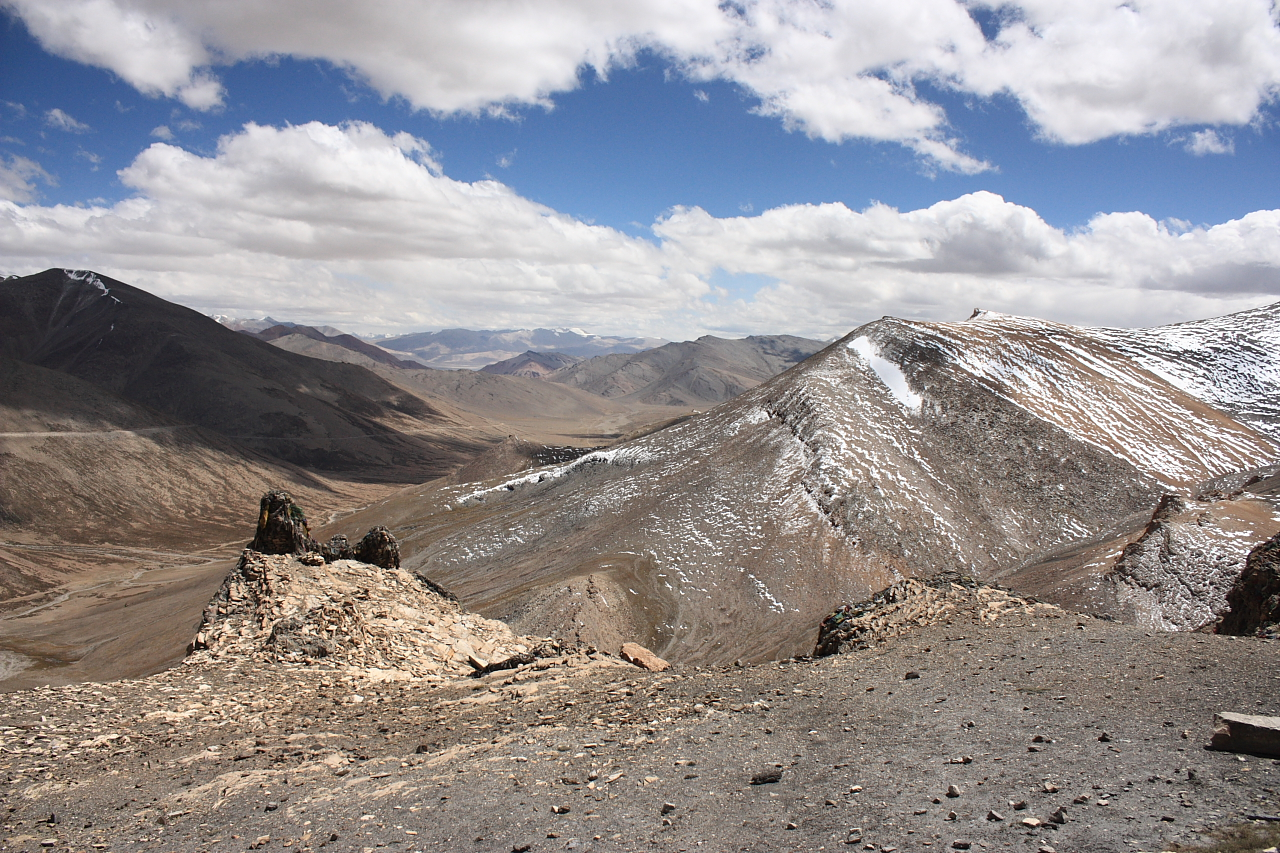
Vista desde o (o passo de montanha mais alto da estrada Manali–Lé, uma das únicas duas estradas que ligam o Ladaque com o resto do mundo

A parte mais ocidental do Ladaque é constituída pelos vales de Dras e de Mushkoh. Este último é deserto e Dras é frequentemente apontado como o local mais frio do mundo permanentemente habitado fora da Sibéria. Além de Dras, as áreas povoadas a oeste e a sul do vale do Indo situam-se ao longo dos vales do Suru e do Zanskar, situados entre as cordilheiras dos Grandes Himalaias e do Zanskar. A única cidade do vale do Suru é Cargil, a segunda mais importante do Ladaque. Foi um entreposto importante nas rotas comerciais de caravanas até 1947, devido ao facto de ser aproximadamente equidistante de Serinagar (a capital de Caxemira), Lé, Skardu (a capital do Baltistão) e Padum (a principal aldeia do Zanskar). O vale do Suru estende-se para sudeste até ao passo de Pensi La, que dá acesso ao vale de Zanskar. A área habitada mais alta e mais remota do vale do Suru é Rangdum, cujo mosteiro budista se situa a pouco mais de 4 000 m, 26 km a norte de Pensi La. A queda de neve é muito intensa nesta região, o que faz com que Pensi La só esteja aberto entre junho e meados de outubro.[carece de fontes?]
O glaciar de Siachen, onde se juntam as linhas de cessar-fogo que constituem as fronteiras de facto da Índia com o Paquistão e com a China, situa-se na parte mais a norte do Ladaque, acima do vale de Nubra, na cordilheira do Caracórum oriental, que separa a China do subcontinente indiano. Pelas suas condições climáticas extremas, é por vezes chamado o "Terceiro Polo". O glaciar situa-se na cordilheira de Siachen Muztagh, entre as montanhas Saltoro, que se erguem imediatamente a oeste, e a cordilheira principal do Caracórum, que se ergue a leste. Com 76 km de comprimento, é o maior glaciar do Caracórum e o maior do mundo em áreas não polares. Desce desde 5 753 m de altitude, no Indira Col, até 3 620 m, na fronteira chinesa.[carece de fontes?]

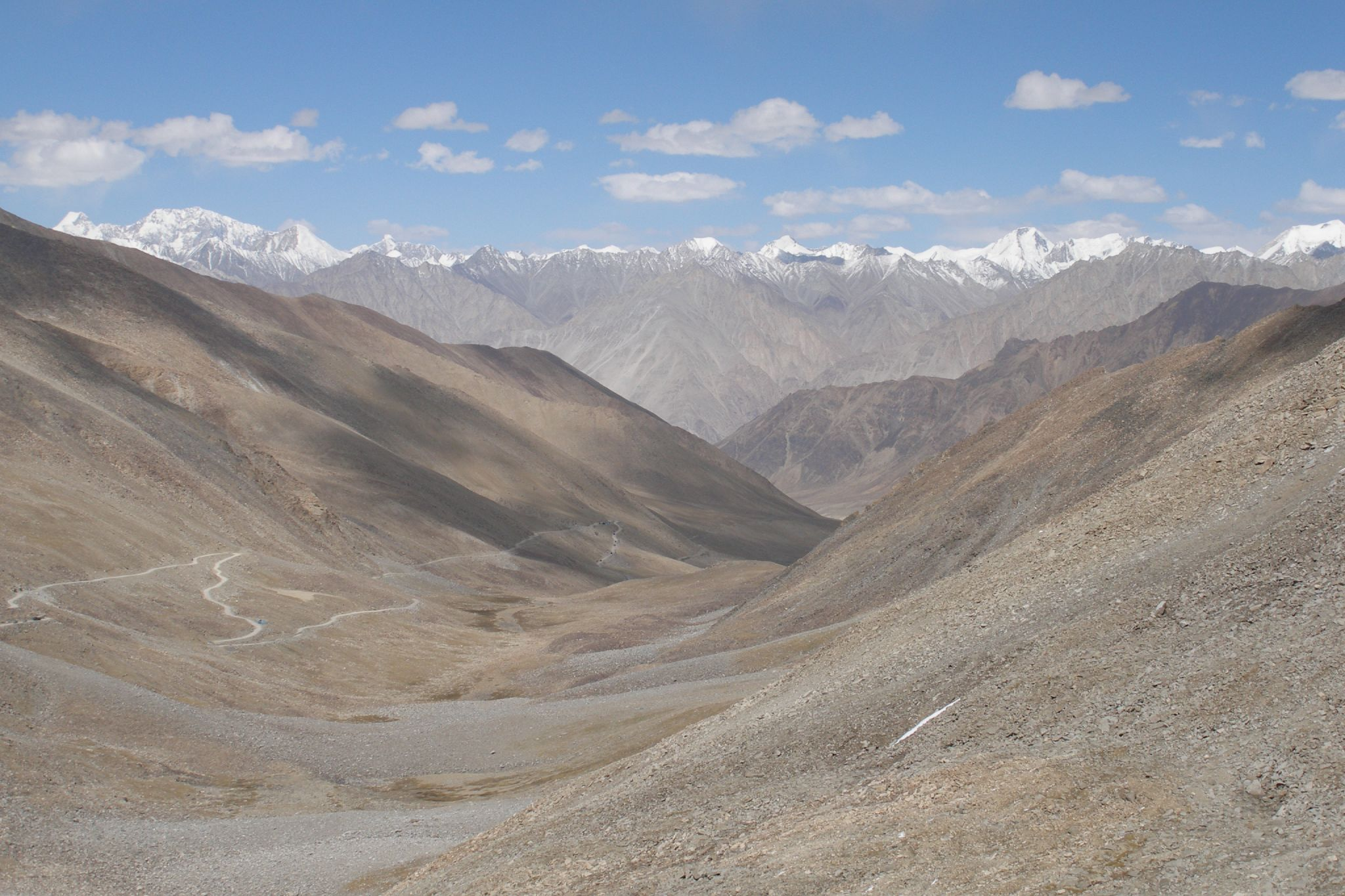
Vista do Saser Muztagh desde ; o vale em primeiro plano fica no flanco norte da cordilheira do Ladaque.

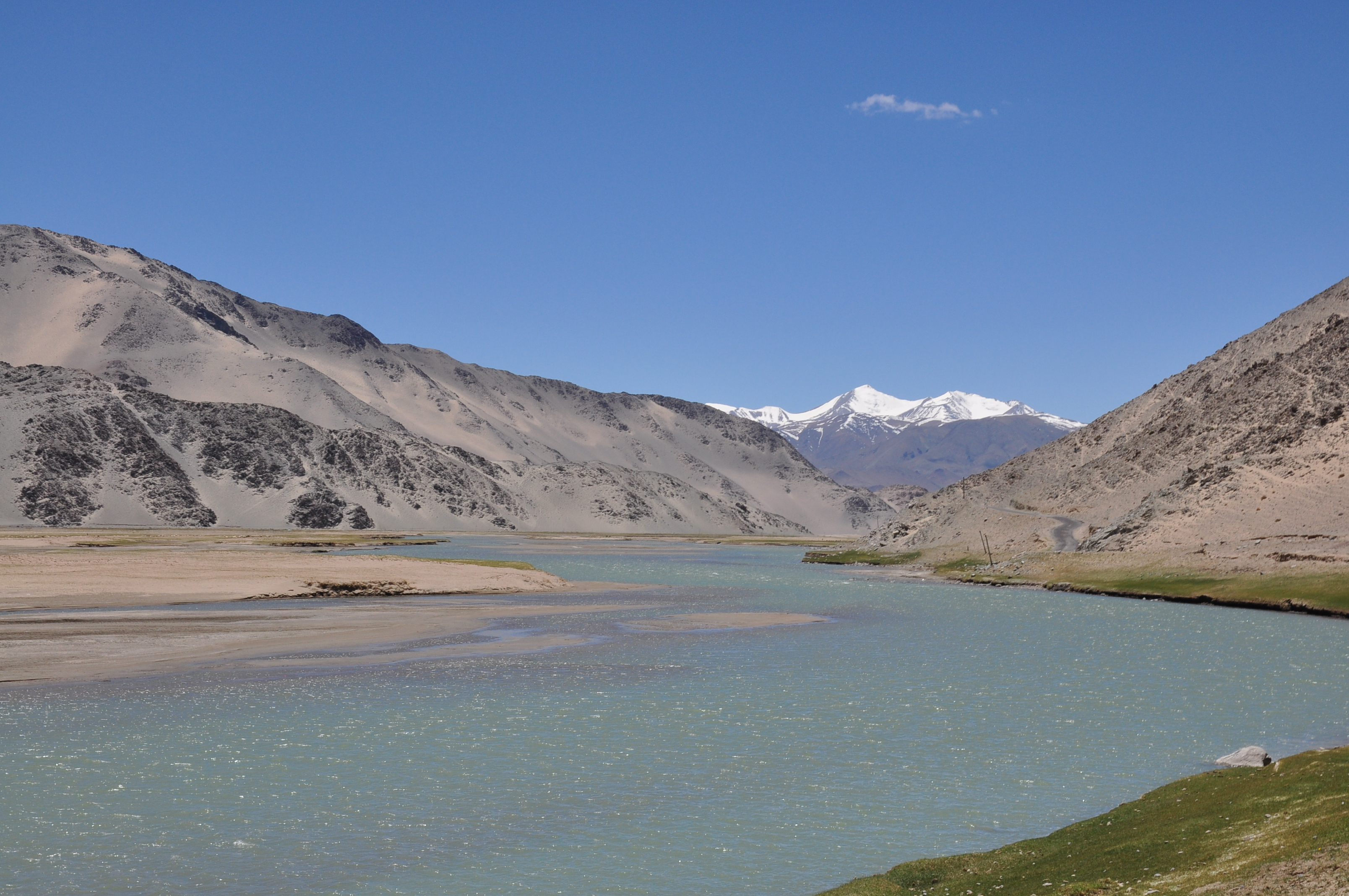
O rio Indo perto do, na cordilheira do Ladaque, não muito longe do local onde entra no Ladaque vindo do Tibete

A cordilheira do Ladaque, que se ergue ao longo da margem norte do rio Indo, não tem montanhas que se destaquem especialmente. A altitude média dos seus cumes é ligeiramente inferior a 6 000 m, mas são poucos os passos de montanha com menos de 5 000 m. A cordilheira de Pangong, que para certos autores é uma sub-cordilheira da do Ladaque, segue paralela à do Ladaque ao longo de aproximadamente 100 km desde Chushul, na margem sul do lago Pangong. A sua altitude máxima é cerca de 6 700 m e as suas encostas a norte estão cobertas de glaciares. A região dos vales dos rios Shyok e do seu afluente Nubra é conhecida como Nubra. A norte e a leste da linha Nubra–Siachen erguem-se várias sub-cordilheiras do Carcórum, de altitude inferior à parte do Carcórum situada no Baltistão, situado a noroeste e administrado pelo Paquistão: o Siachen Muztagh (montanhas mais altas: Teram Kangri, 7 462 m; Apsarasas Kangri, 7 245 m); Rimo Muztagh, situado a sul da extremidade oriental do Siachen Muztagh (montanhas mais altas: Mamostong Kangri, 7 516 m; Rimo I, 7 385 m); Saser Muztagh, situado a sul do Rimo Muztagh limitado a nordeste, leste e sul pelo rio Shyok, que contorna a extremidade sudeste quando o seu leito inflete de norte-sul para sudeste-noroeste (montanha mais alta: Saser Kangri, 7 672 m). Na fronteira entre a China e o glaciar de Siachen ergue-se o Singhi Kangri (7 202 m). Esta barreira tripla de montanhas que se interpõe entre o Ladaque central, onde se situa Lé, e a Ásia Central — de sul para norte: a cordilheira do Ladaque, as diversas sub-cordilheiras do Caracórum nas imediações de Nubra e Siachen e, a norte destas, o Cunlum — não impediu o estabelecimento da importante antiga rota comercial entre o Ladaque e Iarcanda.[carece de fontes?]
Devido ao efeito de sombra de chuva provocado pelos Himalaias, que impedem a entrada das nuvens das monções, o Ladaque é um deserto de alta altitude, onde praticamente não chove. A principal fonte de água é a neve que cai no inverno nas montanhas. No entanto, desde o final do século XX tem-se verificado uma tendência para a ocorrência de mais chuva durante as monções, tendo-se registado inclusivamente algumas cheias desastrosas, como as de agosto de 2010, que arrasaram grande parte da parte antiga de Lé e causaram 233 mortos, 79 desaparecidos e 424 feridos.
Nas áreas do flanco norte dos Himalaias — Dras, vale do Suru e Zanskar — regista-se elevada precipitação de neve no inverno, que faz com que fiquem isoladas do resto da região durante vários meses, da mesma forma que o Ladaque em geral fica isolado do resto do mundo por estrada. Durante o inverno, o rio Zanskar e os seus afluentes gelam. O chamado Chadar trek, que se tornou uma atração para os praticantes de trekking mais radicais, é a rota pedestre ao longo dos leitos gelados de Zanskar, que são a única rota de comunicação daquela região durante o inverno. Os verões são secos, amenos e curtos, mas suficientes para as sementeiras e colheitas, em algumas áreas duas por verão.[carece de fontes?] As temperaturas oscilam entre os 3 e os 35°C no verão e as mínimas no inverno são cerca de -20 °C ou -35 °C em algumas áreas.

### Fauna

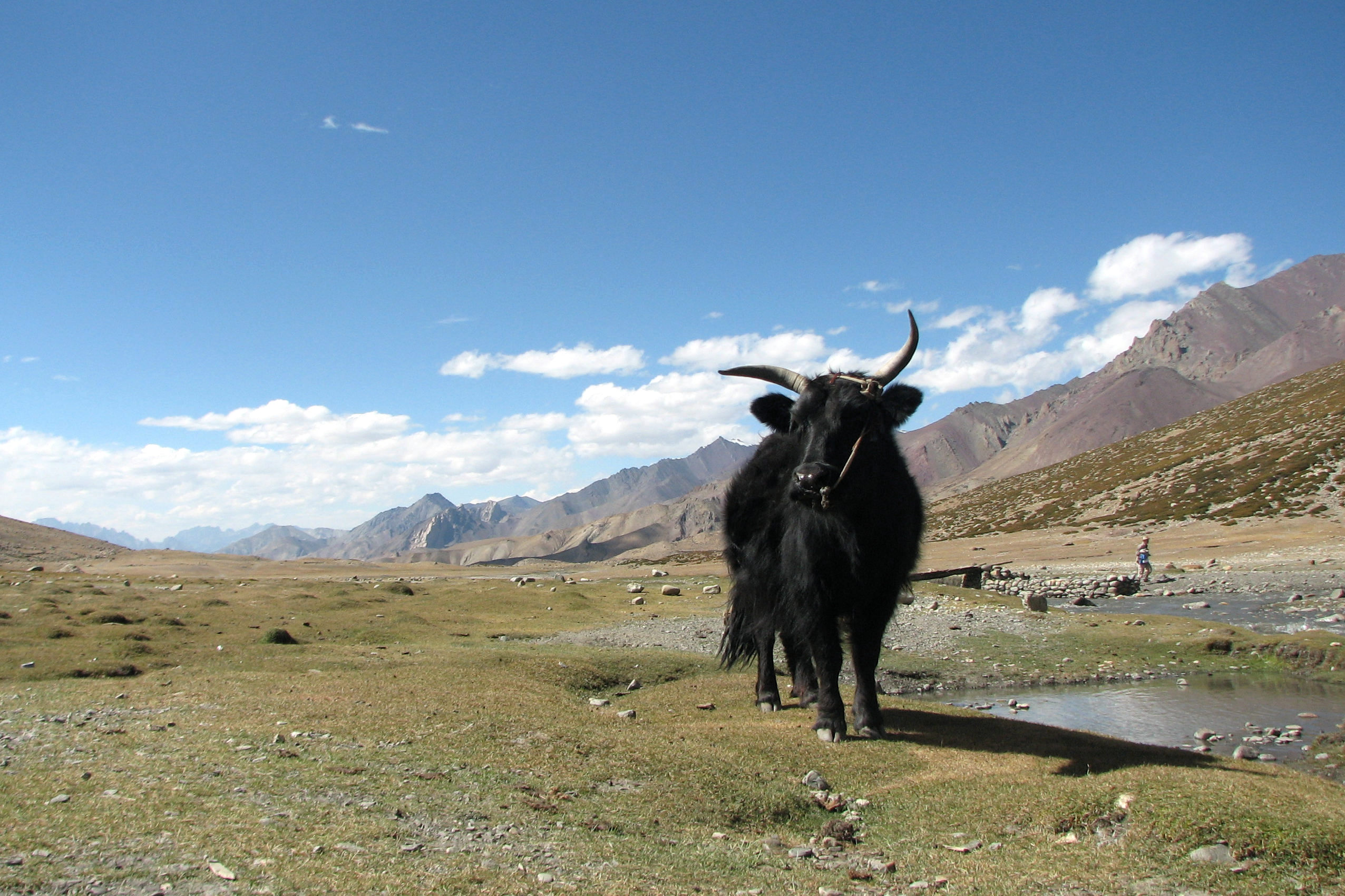
Iaque no vale de Markha, no Zanskar

A fauna do Ladaque tem muito em comum com a da Ásia Central e do planalto tibetano em particular. As exceções a isso são algumas aves, nomeadamente as que migram das partes mais quentes da Índia para passarem o verão no Ladaque. Para uma região tão árida, a região apresenta uma grande diversidade de aves, estando registadas 225 espécies. No verão, algumas há várias espécies de fringilídeos, Saxicolinae  (sub-família dos Muscicapidae), Muscicapidae (como o rabirruivo-preto) e a poupa-eurasiática. Igualmente no verão, são comuns  no rio Indo e em alguns lagos de Changthang a Chroicocephalus brunnicephalus (gaivotas eurasiáticas ou do Tibete). As aves permanentemente residentes incluem o pato-ferrugíneo e o ganso-de-cabeça-listada (Anser indicus). O  grou de pescoço negro (Grus nigricollis), uma espécie rara que se encontra dispersa no planalto tibetano, também se encontra em algumas partes do Ladaque. Outras aves são o corvo, a pega-rabuda, a gralha-de-bico-vermelho, o Tetraogallus tibetanuse a perdiz-chucar (Alectoris chukar). O abutre-barbudo e a águia-real são aves de rapina comuns, especialmente na região de Changthang.[carece de fontes?]
O bharal (carneiro-azul) é o ungulado selvagem mais abundante no Ladaque, apesar de não se encontrar em algumas partes do Zanskar e de Sham. O íbex-siberiano encontra-se na parte ocidental do Ladaque; é o segundo ungulado mais abundante na região, com uma população estimada em cerca de 6 000 indivíduos. Está perfeitamente adaptado à áreas escarpadas, que escala com facilidade quando ameaçado.

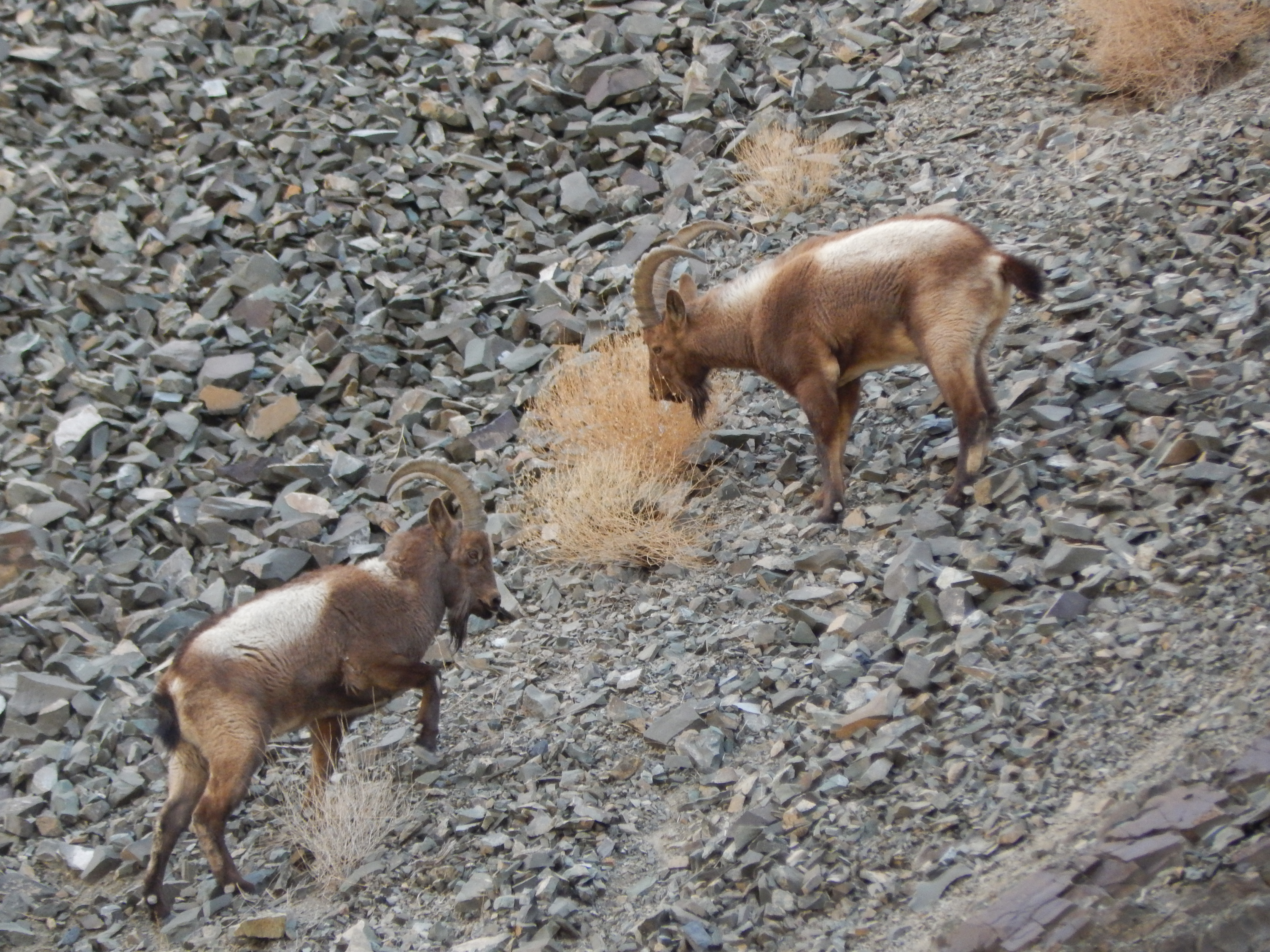
Íbexes-siberianos perto de Cargil

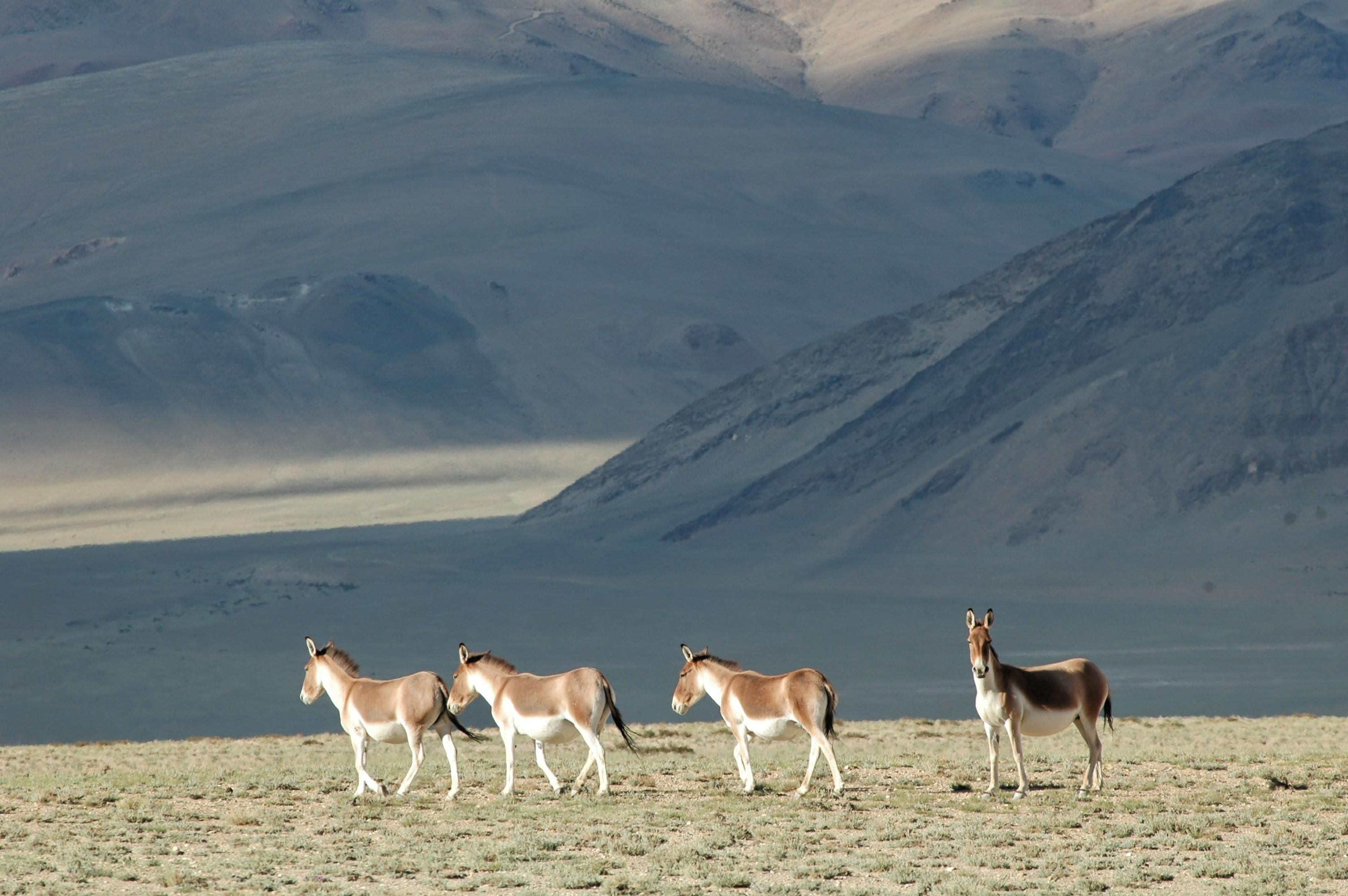
Kiangs na região do lago Moriri

Outro carneiro selvagem de montanha único que vive nas montanhas do Ladaque é o urial ladaque, cuja população tem vindo a diminuir, não ultrapassando os 3 000 indivíduos em 2006. O urial é endémico do Ladaque, onde se distribui apenas ao longo de dois vales importantes: o do rio Indo e o do rio Shyok. O animal é frequentemente perseguido por agricultores, cujas colheitas são alegadamente danificadas por ele. A sua população diminuiu abrutamente desde o início do século XX devido a caça indiscriminada ao longo da estrada Serinagar–Lé. O argali-tibetano ( Ovis ammon hodgsonii) é o maior carneiro selvagem do mundo, chegando a ter 1,20 metros à altura do dorso e cornos com 90 a 100 cm. Vive no planalto tibetano e nas montanhas que o bordejam, numa área de 2,5 milhões de km². No Ladaque há uma pequena população de 400 animais. Ao contrário das cabras-montesas, que sobem escarpas muito íngremes para escapar aos predadores, o argali-tibetano prefere fazê-lo correndo em terreno aberto ou ondulado.
O chiru ou antílope-tibetano (Pantholops hodgsonii), conhecido em ladaque por tsos, era tradicionalmente caçado pela sua lã (shahtoosh), uma fibra natural de altíssima qualidade, muito apreciada pela sua leveza e como símbolo de estatuto elevado. A lã do chiru tem que ser arrancada à mão após o animal ser morto; é contrabandeada para Caxemira e tecida para fabricar xailes requintados. Na área de fronteira com o Tibete no Ladaque oriental encontram-se gazelas-tibetanas (Procapra picticaudata).
O kiang (Equus kiang) ou burro-selvagem-tibetano é comum nas pradarias de Changthang, estimando-se a sua população no Ladaque em 2 500 indivíduos (2006). Estes animais estão em conflito com os Changpa, os pastores nómadas do Changthang, para quem os kiangs são responsáveis pela degradação das pastagens.
Estima-se que no Ladaque existam 200 leopardos-das-neves  (Panthera uncia), que se concentram sobretudo na área do Parque Nacional de Hemis, um habitat especialmente favorável a este predador, pois as suas presas são abundantes.[carece de fontes?] O lince-euroasiático é outro felino raro, que vive da caça de pequenos herbívoros. Encontra-se sobretudo em Nubra, Changthang e Zanskar. O gato-de-pallas (Otocolobus manul) ou manul, um gato selvagem com aparência semelhante à de um gato doméstico, é muito raro no Ladaque e sabe-se pouco sobre ele. O lobo-tibetano (Canis lupus laniger), uma subespécie do lobo-cinzento, é o predador mais perseguido pelo homem no Ladaque devido a atacar ocasionalmente o gado doméstico. No vale do Suru e nas áreas vizinhas de Dras há alguns ursos-pardos  (Ursus arctos). A raposa-do-himalaia ou raposa-tibetana da areia (Vulpes ferrilata) já foi avistada no Ladaque. Entre os animais de menores dimensões, são comuns a marmota, a lebre e vários tipos de pikas (género Ochotona) e de ratos-do-campo.

### Flora

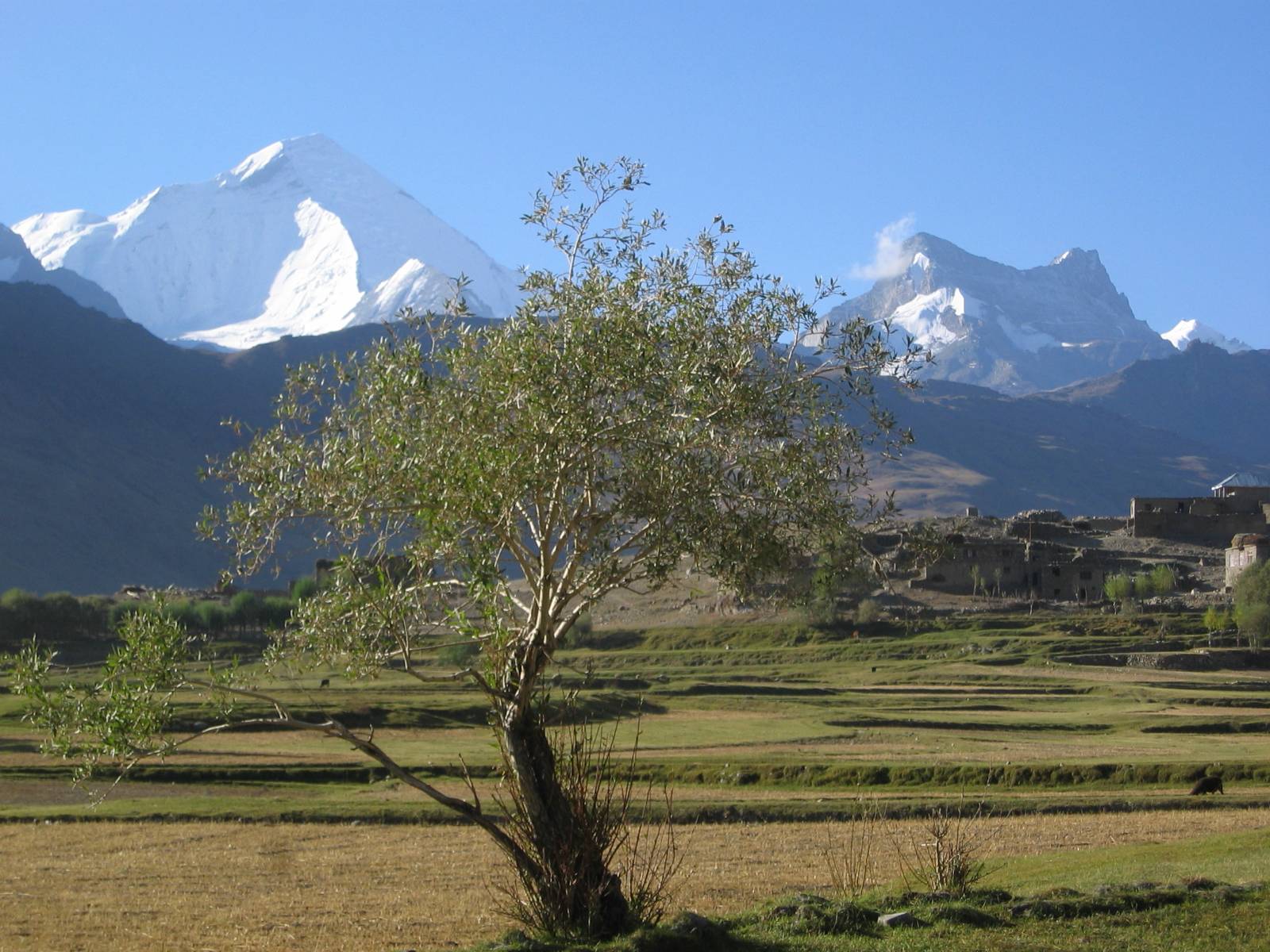
Paisagem no baixo vale do Suru, no Ladaque Oriental, perto de Purtikchay, com o Nun Kun ao fundo

A baixíssima precipitação faz com que o Ladaque seja um deserto de altitude, com vegetação extremamente escassa na maior parte do território. A vegetação natural ocorre principalmente ao longo dos cursos de água, em áreas de grande altitude onde cai mais neve e a temperatura no verão é mais fresca, em zonas húmidas de algumas encostas elevadas e áreas irrigadas artificialmente, que quase sempre são fundos de vales, muitas vezes estreitos. Não obstante, as áreas povoadas tem muita vegetação devido à irrigação artificial. O primeiro europeu a estudar a natureza da região foi Ferdinand Stoliczka, um paleontologista e geólogo morávio que levou a cabo uma expedição na década de 1870.[carece de fontes?]
A vegetação natural que ocorre nos leitos dos rios e ribeiras inclui o espinheiro-marítimo, rosas-silvestres amarelas e cor-de-rosa, tamariscos do género Myricaria, alcaravia (Carum carvi), urtiga (Urtica dioica), hortelã (Mentha), Physochlaina praealta e várias espécies de herbáceas. A vegetação natural das áreas desérticas não irrigadas em volta Lé inclui a alcaparra (Capparis spinosa), erva-dos-gatos (género Nepeta), cardos da espécie Echinops cornigerus, Ephedra gerardiana, ruibardo, Tanacetum, várias espécies de Artemisia, harmal (Peganum harmala) e outras plantas suculentas. Em alguns locais crescem árvores de zimbro (género Juniperus), geralmente consideradas sagradas pelos budistas.[carece de fontes?]
Nas povoações e seus arredores a vegetação é abundante e há muitas árvores, graças à irrigação com água proveniente dos glaciares, nascentes e rios. Nas aldeias situadas a maior altitude as árvores são sobretudo uma espécie de salgueiro chamada drokchang em ladaque e cultiva-se cevada, ervilhas e hortaliças. Nas aldeias a menor altitude cultiva-se também trigo, alfafa, mostarda (para fabricar óleo), uva e uma maior variedade de hortaliças. As árvores cultivadas a menor altitude incluem damasqueiros, macieiras, amoreiras, nogueiras, choupos-bálsamo, choupos-negros, oleastro e várias espécies de salgueiros. No vale de Nubra há ulmeiros e choupos-brancos. Desde a década de 1990 que têm vindo a ser plantadas Robinia pseudoacacia, ciprestes-do-himalaia (Cupressus torulosa) e castanheiros-da-índia.[carece de fontes?]

### Demografia

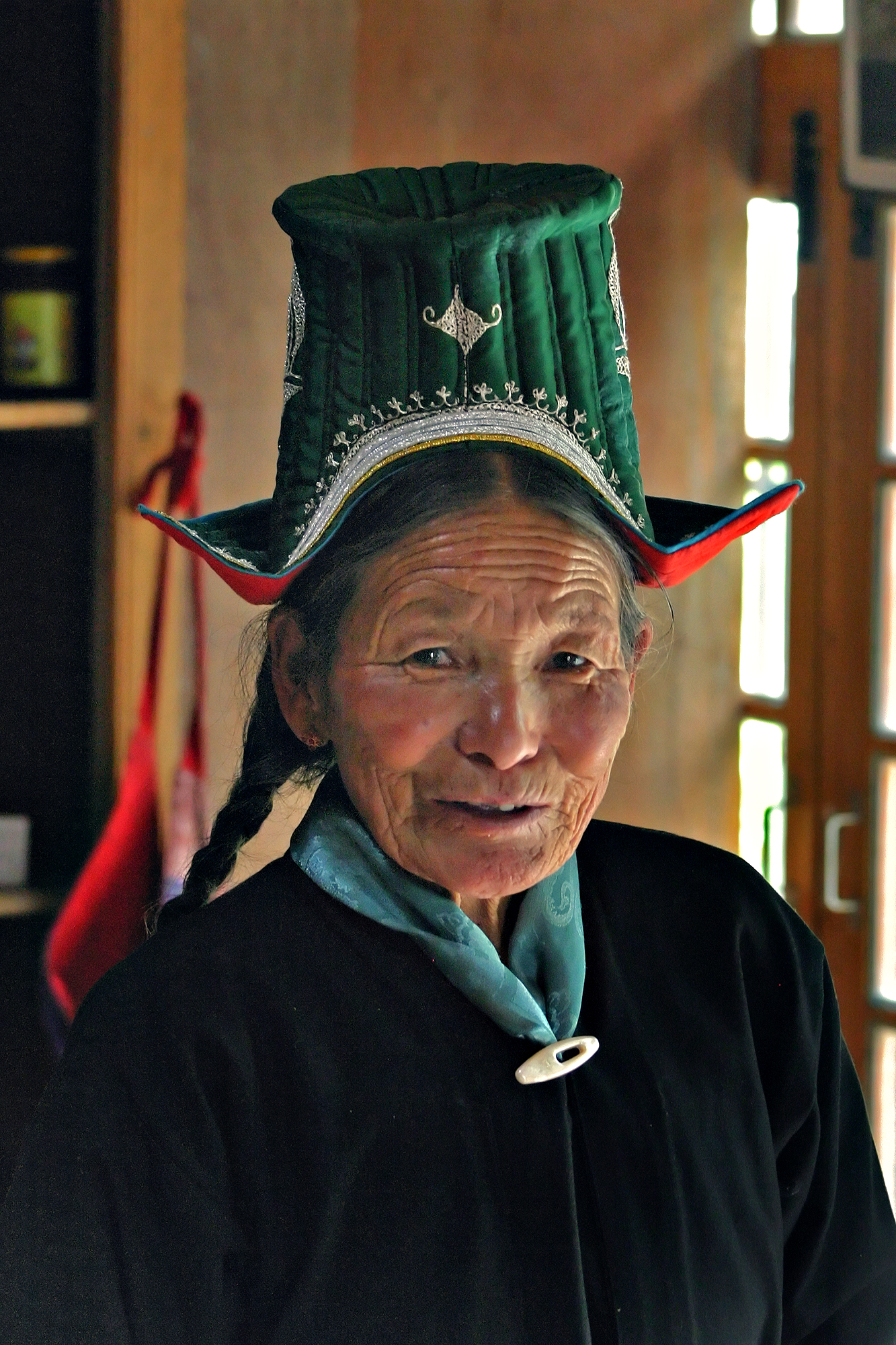
Mulher ladaque com um chapéu tradicional

Segundo o censo indiano de 2011, o Ladaque tinha 274 289 habitantes. Destes, 133 487 viviam no distrito de Lé e 140 802 no distrito de Cargil. Não obstante o distrito de Cargil constituir apenas 23,7% do território, tem ligeiramente mais população do que o de Lé (51,3% do total versus 48,7%), pelo que a densidade populacional é muito maior em Cargil (10 hab./km²) do que em Lé (3 hab./km²).
As populações das zonas norte e leste são maioritariamente budistas do ramo tibetano, embora haja uma minoria muçulmana. Quase todos os habitantes do Zanskar, que faz parte do distrito de Cargil, são budistas, embora haja alguns muçulmanos, nomeadamente na principal localidade, Padum. Na parte mais setentrional do vale de Shyok, uma zona de transição entre as áreas de culturas tibetana e balti, a maioria dos habitantes é muçulmana. A parte mais oriental do distrito de Cargil, nomeadamente na área de Mulbekh é outra zona de transição entre as predominâncias muçulmana e budista, tendo uma população mista em termos religiosos.[carece de fontes?]
Na cidade de Lé, embora a grande maioria dos habitantes seja budista, as percentagens de muçulmanos e hindus é mais significativa do que no resto da região oriental. Na parte ocidental, ou seja, na maior parte do distrito de Cargil que não pertence ao Zanskar, predominam largamente os muçulmanos, esmagadoramente xiitas. O número total referente a todo o Ladaque de fiéis budistas e muçulmanos não difere significativamente. Há também uma minoria hindu, mais significativa no distrito de Lé, e pequenas minorias siques, cristãs e jainistas. O Ladaque é a única região do antigo estado de Jamu e Caxemira que não é maioritariamente muçulmana.
A pequena minoria cristã pertence à Igreja dos Irmãos Morávios, que instalou uma missão em Lé em 1885 e outra em Cargil alguns anos mais tarde. Os cristãos vivem em Lé e em algumas aldeias próximas.
Dados do censo indiano de 2011 
| Número de habitantes | Número de habitantes | Número de habitantes | Número de habitantes | Número de habitantes | Número de habitantes | Número de habitantes         | Número de habitantes         | Número de habitantes      | Número de habitantes |
|                      | Total                | Sexo masculino       | Sexo masculino       | Sexo feminino        | Sexo feminino        | Com menos de 7 anos de idade | Com menos de 7 anos de idade | % crescimento 2001 — 2011 |                      |
| nº                   | Total                | %                    | nº                   | %                    | nº                   | %                            |                              | % crescimento 2001 — 2011 |                      |
| -------------------- | -------------------- | -------------------- | -------------------- | -------------------- | -------------------- | ---------------------------- | ---------------------------- | ------------------------- | -------------------- |
| Distrito de Cargil   | 140 802              | 77 785               | 55,2%                | 63 017               | 44,8%                | 19 928                       | 14,2%                        | 18,0%                     |                      |
| Distrito de Lé       | 133 487              | 78 971               | 59,2%                | 54 516               | 40,8%                | 12 016                       | 9,0%                         | 13,9%                     |                      |
| Total                | 274 289              | 156 756              | 57,1%                | 117 533              | 42,9%                | 31 944                       | 11,6%                        | 16,0%                     |                      |

|                    | Área   | Área  | % população | Densidade (hab./km²) | Taxa de analfabetismo | Taxa de analfabetismo | Taxa de analfabetismo |
| km²                | %      | Total | % população | Densidade (hab./km²) | Sexo masculino        | Sexo feminino         |                       |
| ------------------ | ------ | ----- | ----------- | -------------------- | --------------------- | --------------------- | --------------------- |
| Distrito de Cargil | 14 036 | 23,7% | 51,3%       | 10,0                 | 28,7%                 | 16,9%                 | 43,7%                 |
| Distrito de Lé     | 45 110 | 76,3% | 48,7%       | 3,0                  | 22,8%                 | 13,7%                 | 36,4%                 |
| Total              | 59 146 |       |             | 4,6                  | 25,8%                 | 15,3%                 | 40,3%                 |

| Religiões          | Religiões  | Religiões | Religiões | Religiões | Religiões | Religiões | Religiões                         |
|                    | Muçulmanos | Budistas  | Hindus    | Siques    | Cristãos  | Jainistas | Outras religiões ou não declarada |
| ------------------ | ---------- | --------- | --------- | --------- | --------- | --------- | --------------------------------- |
| Distrito de Cargil | 76,9%      | 14,3%     | 7,3%      | 0,8%      | 0,4%      | 0,02%     | 0,2%                              |
| Distrito de Lé     | 14,3%      | 66,4%     | 17,1%     | 0,8%      | 0,5%      | 0,08%     | 0,8%                              |
| Total              | 46,4%      | 39,7%     | 12,1%     | 0,8%      | 0,5%      | 0,0%      | 0,5%                              |

#### Grupos étnicos

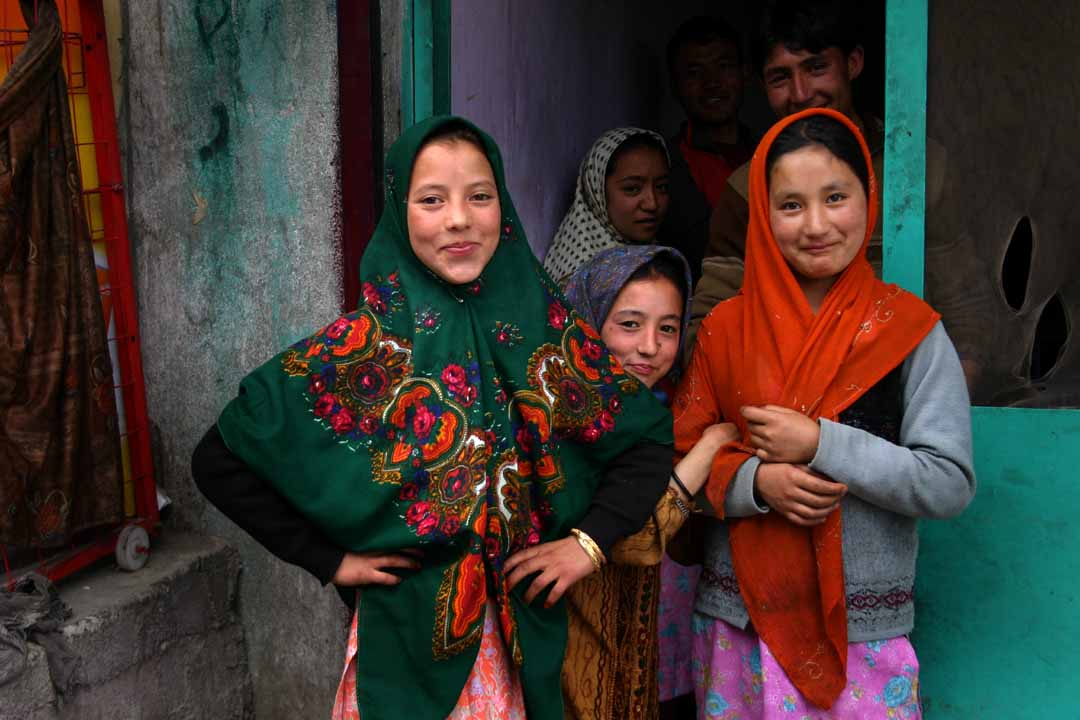
Jovens muçulmanas em Cargil

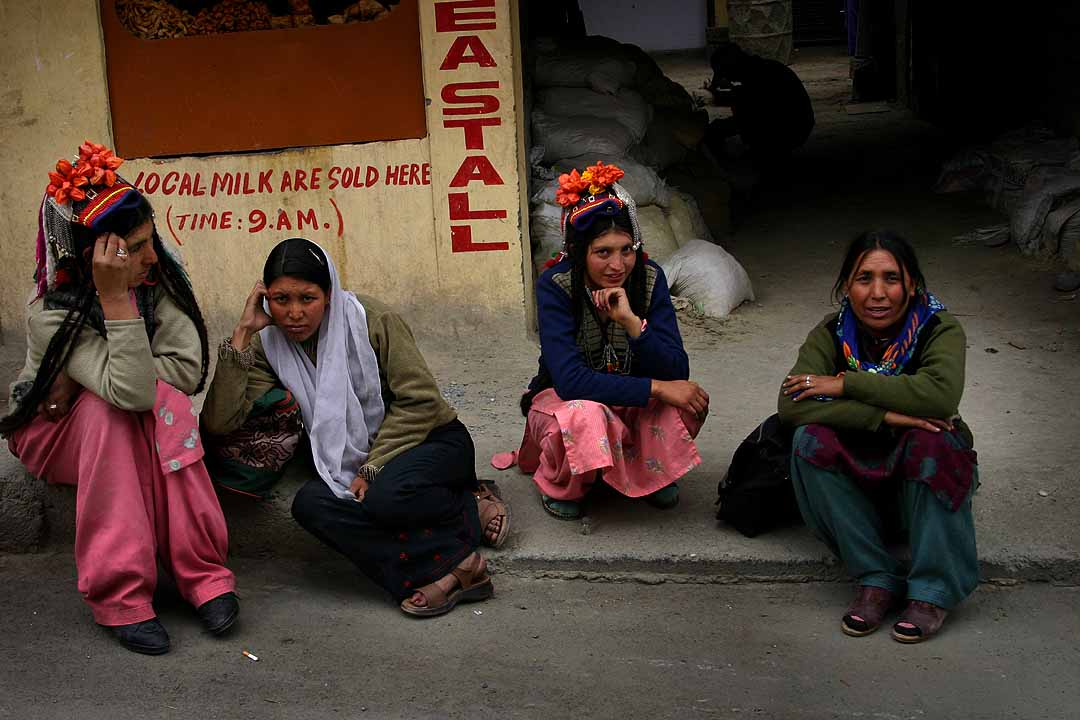
Mulheres alegadamente brokpas em Cargil

A generalidade da população ladaque é de ascendência mista tibetana e indo-iraniana. Os traços tibetanos (mongoloides) diminuem à medida que se avança de oriente para ocidente — os habitantes das regiões mais orientais têm mais aspeto de tibetanos, enquanto a ocidente é comum ver pessoas de traços mistos mongoloides e indo-iranianos. Apesar do processo de assimilação mútuo ocorrido ao longo de séculos entre as etnias tibetanas e arianas, no distrito de Cargil há algumas aldeias cujos habitantes, designados brokpa, são considerados dardos puros (os dardos foram provavelmente os habitantes mais antigos do Ladaque).
Atualmente a designação de dardo é aplicada a um grupo étnico que vive no noroeste da Índia, norte do Paquistão e leste do Afeganistão, a que pertencem os caxemires, que constituem o seu maior ramo. Os brokpa ladaques têm traços marcadamente caucasianos, cabelos castanhos e olhos claros azuis ou verdes. Na Índia é comum apontá-los como os mais puros descendentes dos arianos originais. Supostamente uma das razões para ter sido interdito o acesso de turistas a essas aldeias na década de 1970 seria a preservação dessa pureza. Atualmente, os turistas só estão autorizados a visitar as áreas brokpa de Da-Hanu (ou Dah Hanu). Outras áreas brokpa são Chiktan-Garkun, Biama e Darchiks; em Shanghy-Shaghar também vivem brokpas cujos traços são menos marcadamente caucasianos. A religião dos brokpa do Ladaque é o budismo tibetano, mas difere em muitos aspetos do praticado na generalidade do Ladaque, incluindo práticas animistas herdadas da religião pré-budista Bön.
No distrito de Lé há também alguns habitantes etnicamente dardos, localmente chamados mon (em tibetano, mon é a designação genérica dada aos povos não tibetanos que vivem a sul dos Himalaias). Os mon são sobretudo carpinteiros e músicos, o que está na origem de mon ser também usado como sinónimo de músico.
O significado das designações dardos, brokpa e mon variam conforme os autores. Se por um lado é comum apresentarem-se os dardos como os primeiros povoadores do Ladaque e os brokpa como descendentes mais diretos desses povoadores, por outro também é comum apresentar esses dois termos como sinónimos na medida em que o termo da língua ladaque brokpa pode ser traduzido como dardo. Para aumentar a confusão, há autores que distinguem os dardos dos mon. Segundo alguns a designação mon é aplicada aos dardos ladaques descendentes da primeira vaga de colonização, para os distinguir dos descendentes dos imigrantes posteriores.[carece de fontes?] Segundo outros autores, os mon não têm a mesma origem que os dardos, sendo de ascendência dita indo-ariana, ao contrário dos dardos, que são originários da Ásia Central. Por outro lado, é comum ler-se que brokpa é a designação dada no Ladaque aos dardos que são budistas.

#### Línguas

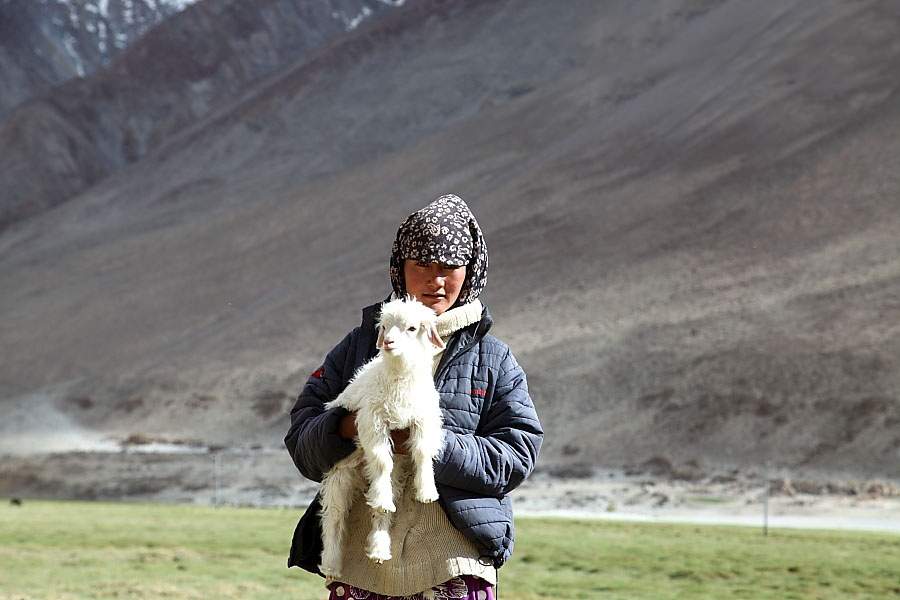
Jovem Changpa na região de Pangong Tso

A principal língua do Ladaque é o ladaque (ou ladakhi), uma língua tibética próxima do tibetano. Os ladaques com estudos geralmente sabem hindi, urdu e inglês. O ladaque tem vários dialetos, alguns bastante diferentes entre si, mas todos mutuamente inteligíveis. Devido à sua localização em antigas rotas comerciais importantes, o dialeto de Lé tem várias palavras estrangeiras. Tradicionalmente, o ladaque não tem uma forma escrita distinta do tibetano clássico, mas alguns escritores ladaques têm vindo a usar o alfabeto tibetano para escrever a língua coloquial. A língua usada nas escolas e nas atividades administrativas é o inglês. No passado, a língua usada pela administração era sobretudo o urdu, mas atualmente essa língua só é usada nos registos de terras e alguns registos policiais.[carece de fontes?]

## Política

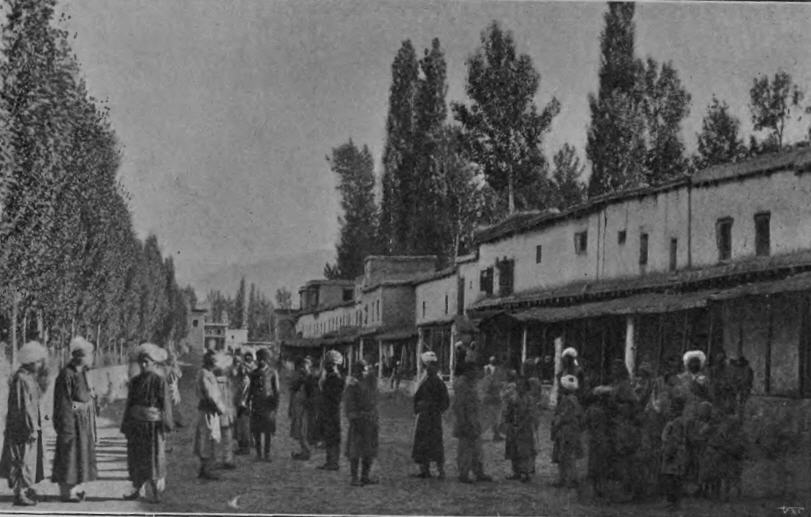
Fotografia de Lé de 1899 do livro '“The Big Game of Baltistan and Ladakh: A Summer in High Asia, Being a Record of Sport and Travel in Balistan and Ladakh'” de Frederick Edward Shafto Adair

Até 1 de julho de 1979, o Ladaque constituía um só distrito do estado de Jamu e Caxemira (dissolvido em 2019). Nessa altura foi dividido nos distritos de Lé (parte oriental) e de Cargil (parte ocidental e Zanskar). Cada um destes distritos é governado por um organismo autónomo, não existente na generalidade dos distritos indianos, denominado Ladakh Autonomous Hill Development Council (tradução literal: "conselho de desenvolvimento de montanha autónomo do Ladaque"), baseado no modelo do Darjeeling Gorkha Autonomous Hill Council. Este tipo de administração autónoma foi criado como compromisso entre os pedidos da população ladaque para formar a região num território da União (uma espécie de estado governado diretamente pelo governo federal indiano) e a manutenção no estado de Jamu e Caxemira.[carece de fontes?]
A criação dos Autonomous Hill Development Councils foi acordado em 1983 entre o governo do estado de Jamu e Caxemira e o governo indiano, mas só se concretizou quando foram realizadas eleições para o conselho do distrito de Lé — "Ladakh Autonomous Hill Development Council, Lé" — em 28 de agosto de 1995. O conselho do distrito de Cargil — "Ladakh Autonomous Hill Development Council, Cargil" — só foi criado em julho de 2003. Os conselhos trabalham conjuntamente com os panchayats das aldeias para tomar decisões sobre desenvolvimento económico, saúde, educação, uso de terras, impostos e governança local, que depois são revistas pelas administrações dos blocos (subdivisão abaixo dos distritos) na presença dos membros executivos do Autonomous Hill Development Council. O governo estadual de Jamu e Caxemira tinha a seu cargo a a ordem pública, sistema judicial, comunicações e educação superior.[carece de fontes?]
O Ladaque elege um membro da Lok Sabha (a câmara baixa do Parlamento da Índia). Em 2016 o deputado eleito foi Thupstan Chhewang, do Partido Bharathiya Janata.

## Economia e infraestruturas

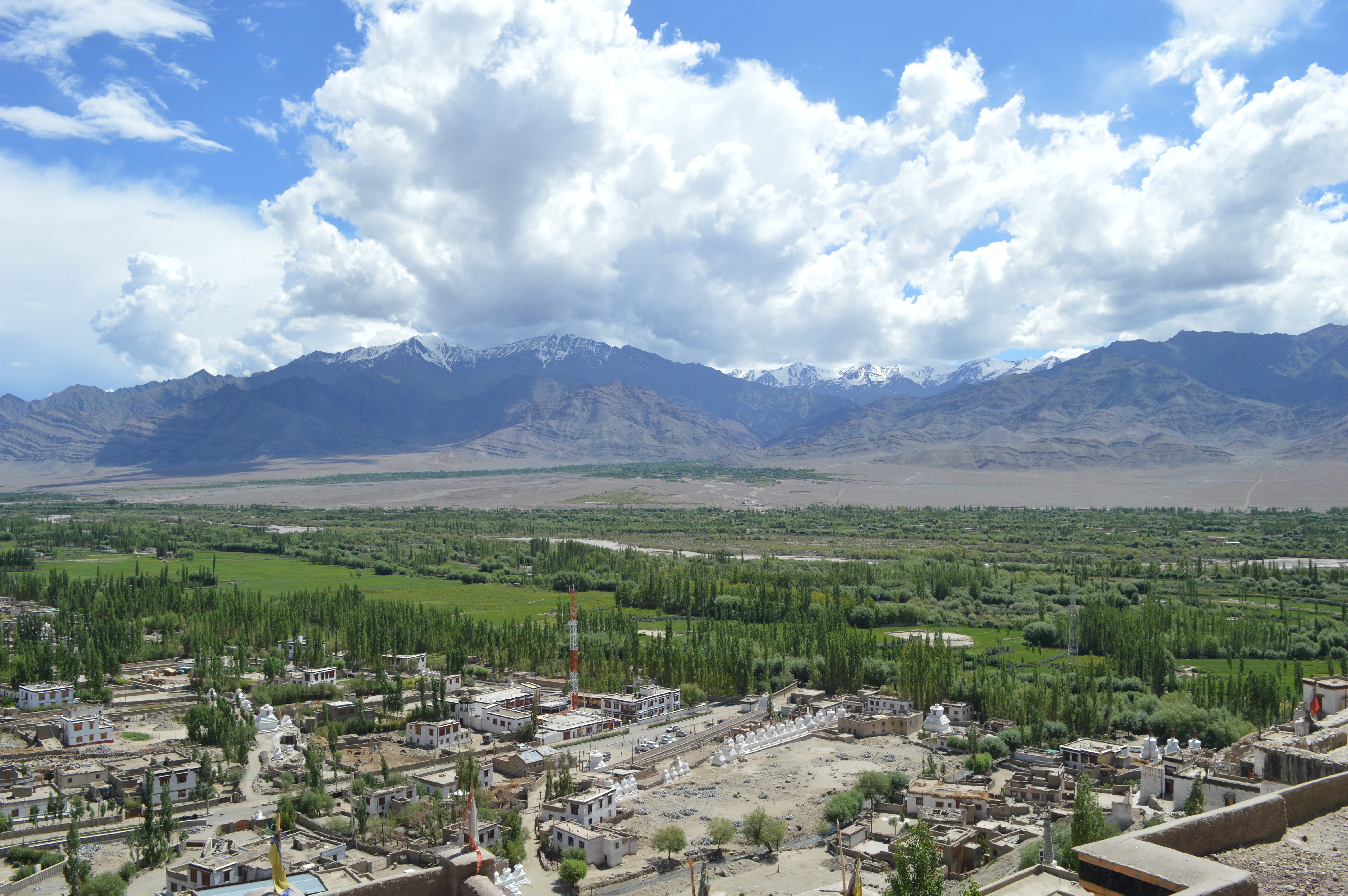
Vista do vale do Indo desde o Mosteiro de Thiksey

A agricultura é a principal fonte de sustento tradicional e ocupa a maior parte da população. Só é possível graças a sistema elaborados de irrigação de condutas de água resultante da fusão de gelo e neve das montanhas. As principais colheitas são cevada e trigo. No passado, o arroz era uma comida de luxo na cozinha ladaque, mas graças a subsídios do governo tornou-se um alimento básico barato. Um dos alimentos básicos tradicionais em todo o Ladaque é o nas (em urdu: grim; em inglês: naked barley; lit: "cevada sem casca"), uma variedade local de cevada adaptada ao cultivo em alta altitude. Os tempos de crescimento e maturação dos cereais variam consideravelmente com a altitude. O limite máximo de cultivo é em Korzok, nas margens do Tso Moriri, a 4 600 m, que é frequentemente apontado como o local mais alto do mundo onde se pratica agricultura.
Historicamente, uma parte da população do Ladaque era constituída por comerciantes e mercadores de caravanas, que negociavam tecidos, tapetes, corantes têxteis e produtos medicinais entre o Panjabe e Xinjiang. Esse comércio acabou completamente quando a China fechou as fronteiras com o Tibete e com a Ásia Central.
Desde 1974 que o governo indiano tem vindo a encorajar a deslocação da prática de trekking e outras atividades turísticas da tumultuosa região de Caxemira para as regiões mais calmas do Ladaque. Apesar de apenas 4% da população ativa do Ladaque ter empregos ligados ao turismo, este setor representa cerca de metade do produto interno bruto da região.

### Estradas

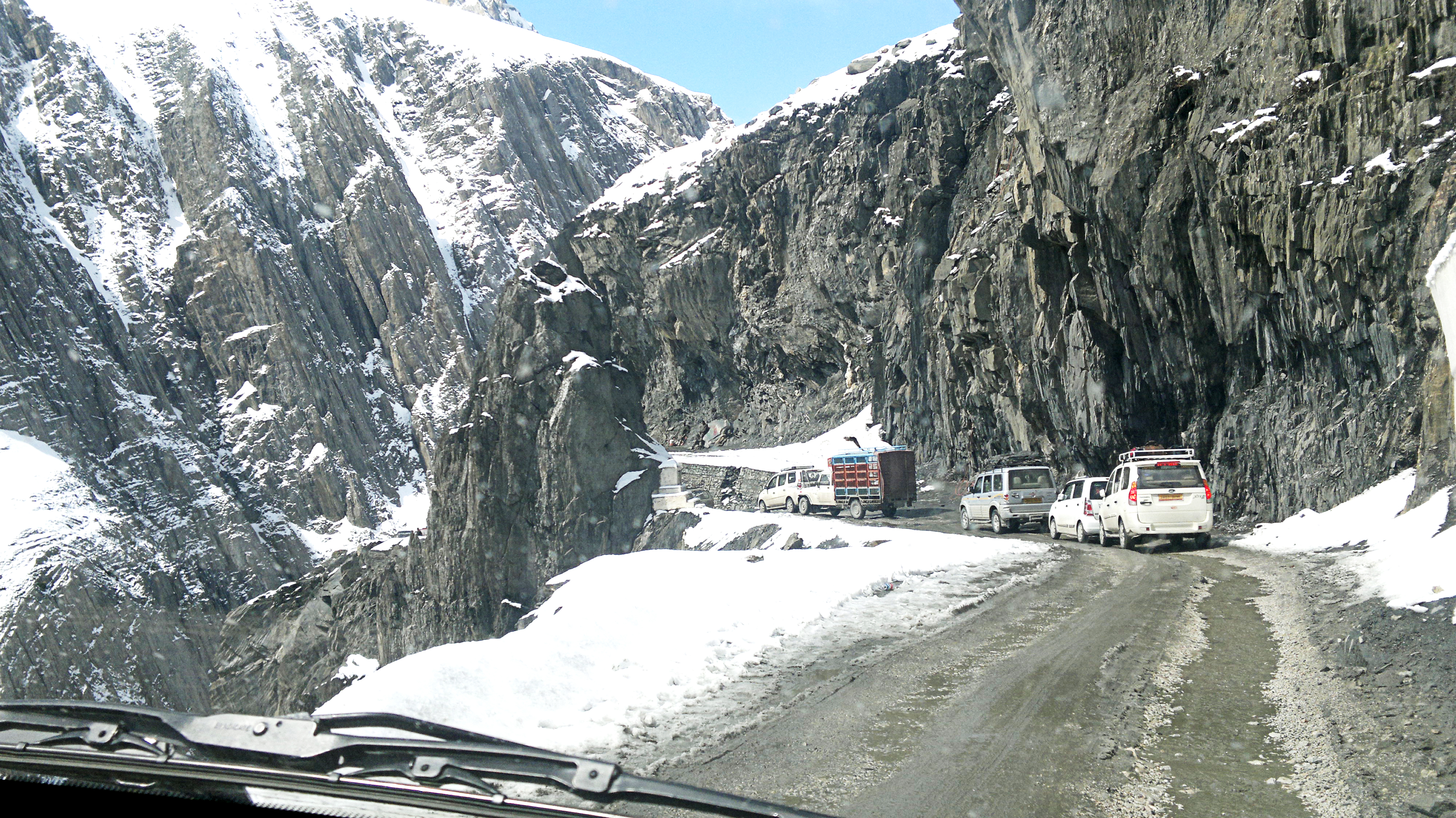
O passo (de altitude), local onde a entra no Ladaque

As únicas ligações terrestres do Ladakh com o resto da Índia são as provenientes de Serinagar e de Manali. Dado que as fronteiras (disputadas) com o Paquistão e com a China (incluindo o Tibete, que é administrado de facto por aquele país) estão encerradas há várias décadas, não há quaisquer ligações internacionais. Em 2000, a extensão total das estradas existentes no Ladaque era 1 840 km, dos quais 816 km eram asfaltadas. A maior parte das estradas são administradas e mantidas pela Border Roads Organisation, um organismo do Exército Indiano.[carece de fontes?]
O acesso a partir de ocidente (Caxemira) é feito a partir de Sonamarg e entra no Ladaque pelo passo Zoji La (3 528 m de altitude). A primeira povoação do Ladaque na estrada é Dras, situada cerca de 40 km a nordeste de Zoji La. A estrada passa depois por Cargil, segue para Mulbekh, passa pelos passos Namika La (3 824 m) e  Fotu La (4 100 m) antes de chegar a Lamayuru. Até à abertura da estrada Manali—Lé, esta foi a rota principal de acesso ao Ladaque durante séculos. No inverno — geralmente entre novembro ou dezembro e abril ou maio — esta estrada está encerrada devido à neve intensa.[carece de fontes?]

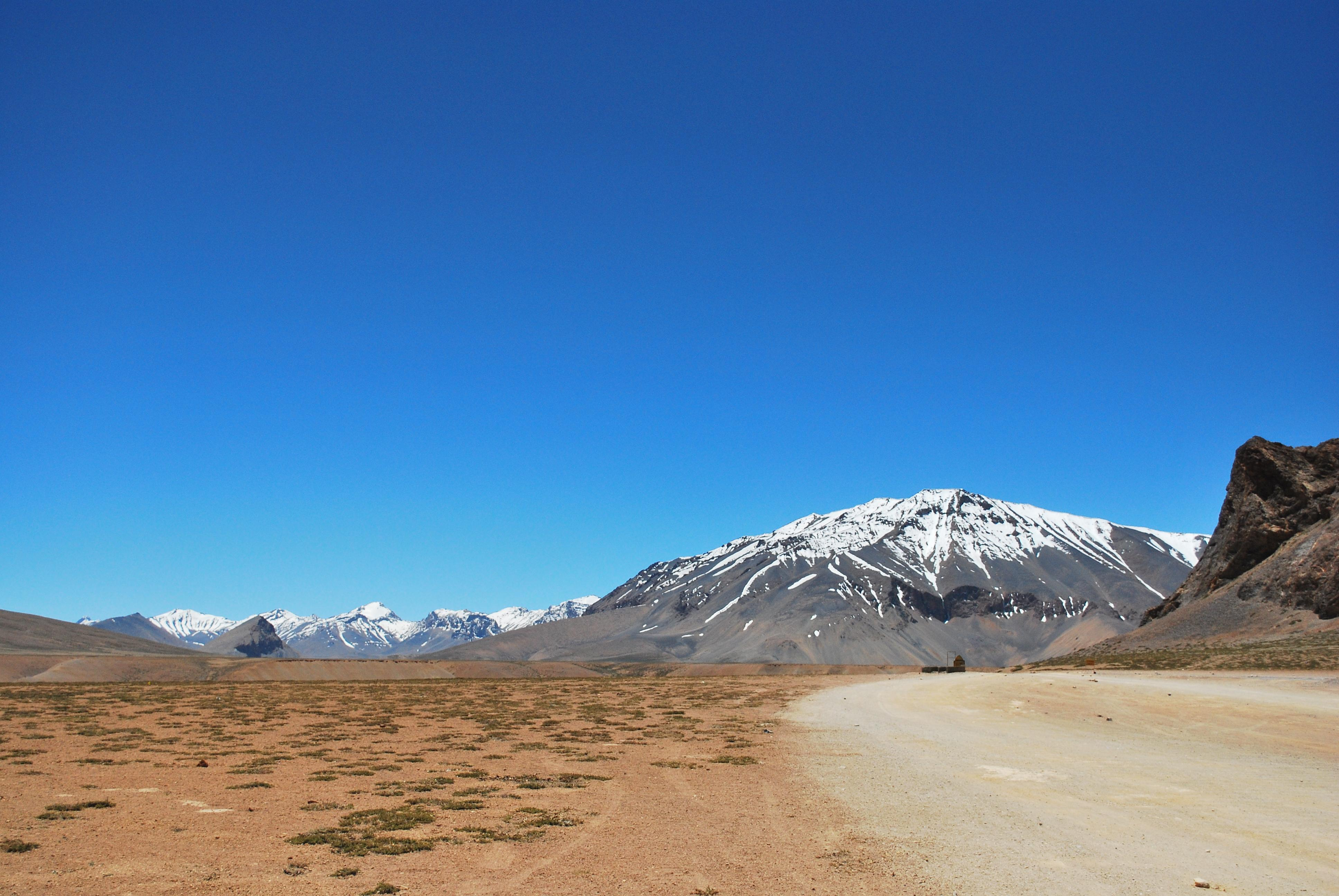
A estrada Manali–Lé nas planícies de More (de altitude)

A estrada Manali–Lé, que liga Lé a Manali, no Himachal Pradexe, foi usada exclusivamente pelos militares durante vários anos, só tendo sido aberta a veículos civis em 1987. Esta estrada tem trechos ainda mais altos do que a de Serinagar. Os seus passos de montanha mais importantes são, de sul para norte: Rohtang La (3 978 m), Baralacha La (4 890 m), Nakee La (4 739 m), Lachung La (5 059 m) e Taglang La (5 359 m). Os dois primeiros situam-se no estado do Himachal Pradexe e os restantes no Ladaque. A estrada entra no Ladaque em Sarchu, onde há uma base militar e um posto de controlo. Antes de chegar a Taglang La atravessa as planícies de More (4 800 m de altitude média). Devido à neve, geralmente só está aberta cerca de quatro meses e meio, entre maio e junho e meados de outubro, embora haja anos em que permanece aberta durante mais tempo. Contudo, não é incomum alguns passos serem encerrados em pleno verão por alguns dias devido às condições meteorológicas e deslizamentos de terras.
Historicamente, o Ladaque foi um ponto de ligação entre a Ásia Central e a Índia, quando a Rota da Seda estava ativa. Uma das rotas mais importantes, conhecida como "Rota do Ladaque", ligava Amritsar a Iarcanda. Foi usada frequentemente por mercadores até ao terceiro quartel do século XIX. Demorava 60 dias a percorrer e o percurso incluía onze passos de montanha. Outra rota comercial regularmente usada era a Rota de Kalimpong, entre Lé e Lassa via Gartok, uma cidade comercial à beira do rio Indo, pela qual passava a estrada entre Lé e Shigatse e que era o centro administrativo do Tibete Ocidental. Gartok podia ser alcançada a partir de Lé subindo o Indo no inverno ou através dos passos  Taglang La (5 328 m de altitude) ou Chang La (5 360 m). Depois de Gartok, os viajantes atravessavam o passo Cherko La para alcançarem os lagos Manasarovar e Rakshastal, a sul do Monte Kailash. A rota seguia depois para Barka, pela qual passa a estrada principal para Lassa. Estas rotas tradicionais foram abandonadas desde que a fronteira entre o Ladaque e o Tibete foi fechada pelo governo chinês. Outras rotas ligavam o Ladaque a Hunza e Chitral. Como as restantes rotas tradicionais, estas foram encerradas devido a não ser possível cruzar a fronteira com o Paquistão.[carece de fontes?]

### Aeroportos

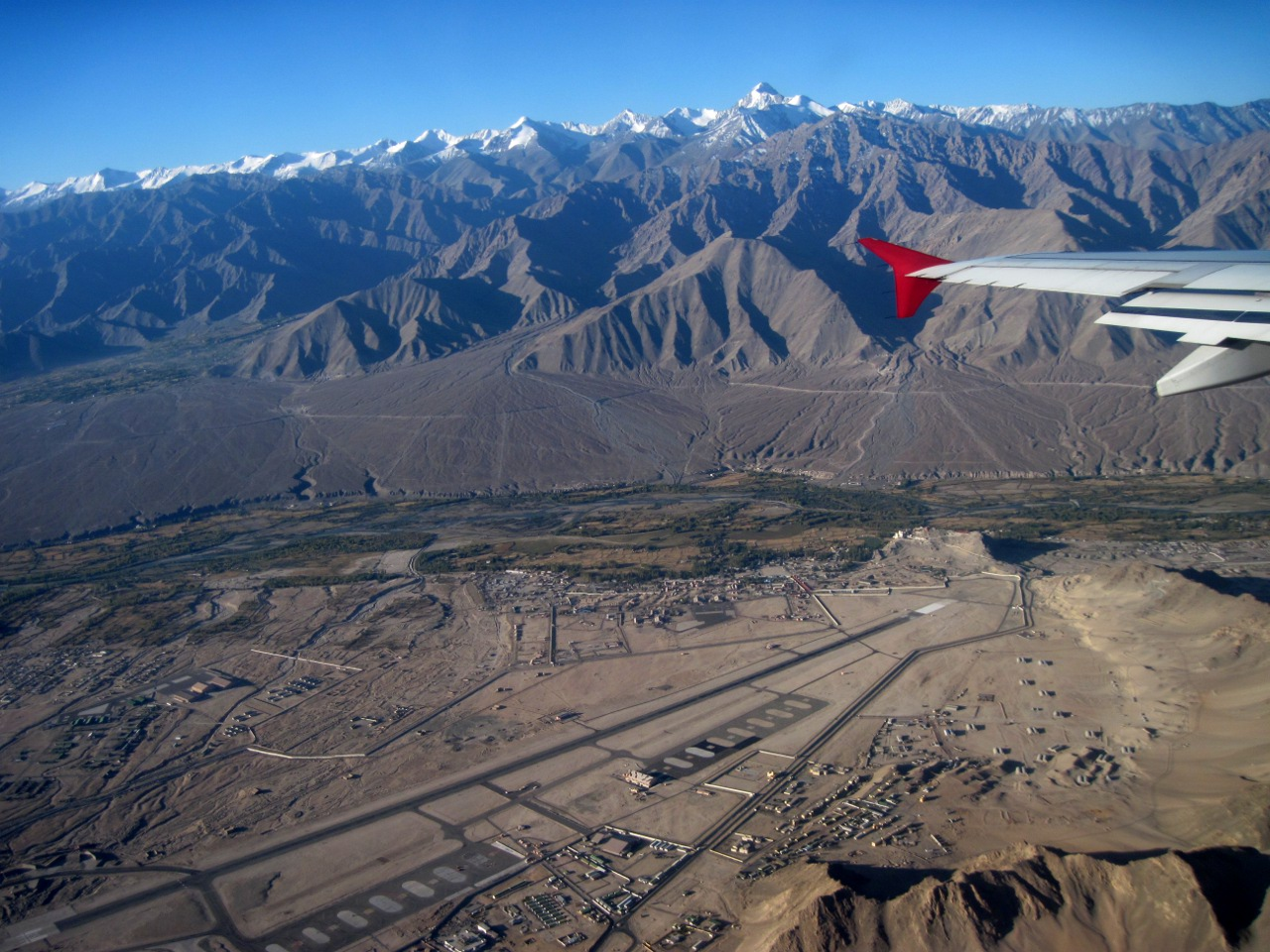
Vista aérea do aeroporto de Lé

O único aeroporto com uso civil da região é o Aeroporto Kushok Bakula Rimpochee (IATA: IXL, ICAO: VILH), situado a 4 km do centro de Lé. Em janeiro de 2017, operavam nesse aeroporto as companhias Air India, GoAir e Jet Airways. Todas tinham pelo menos um voo diário para Deli (a frequência aumenta no verão, quando chega a haver mais de 40 voos por semana). Há também dois ou três voos diretos por semana para Srinagar, Jamu e Chandigarh. Até fevereiro de 2016, o aeroporto de Lé era administrado exclusivamente pela Força Aérea Indiana (IAF). Nessa altura passou a ser administrado pela Airports Authority of India, o organismo dependente do Ministério da Aviação Civil do governo indiano responsável pela administração da generalidade dos aeroportos indianos.
Em Cargil há um aeroporto alegadamente construído para fins civis que é usado exclusivamente pela Força Aérea Indiana.[carece de fontes?] Há alguma pressão política local para que esse aeroporto seja usado para fins civis, nomeadamente durante o duro inverno, durante o qual a região fica completamente isolada. Em dezembro de 2010, a IAF deu início a um serviço de transporte aéreo de pessoas durante o inverno a partir desse aeroporto e em 2013 chegou a haver voos de uma companhia aérea civil, que entretanto foi liquidada uns meses depois.
A Força Aérea Indiana tem duas pistas de aviação junto à Linha de Controlo com a China que usa pontualmente para transporte de tropas e abastecimentos: Fukche, na extremidade sudeste do Ladaque, e Daulat Beg Oldi, na extremidade norte, junto à ponta noroeste do Aksai Chin. A pista de Daulat Beg Oldi, situada a 5 065 m de altitude, é apontada como a mais alta do mundo. Situa-se numa antiga rota de caravanas que ligava o Ladaque ao  Uiguristão.[carece de fontes?]

### Educação

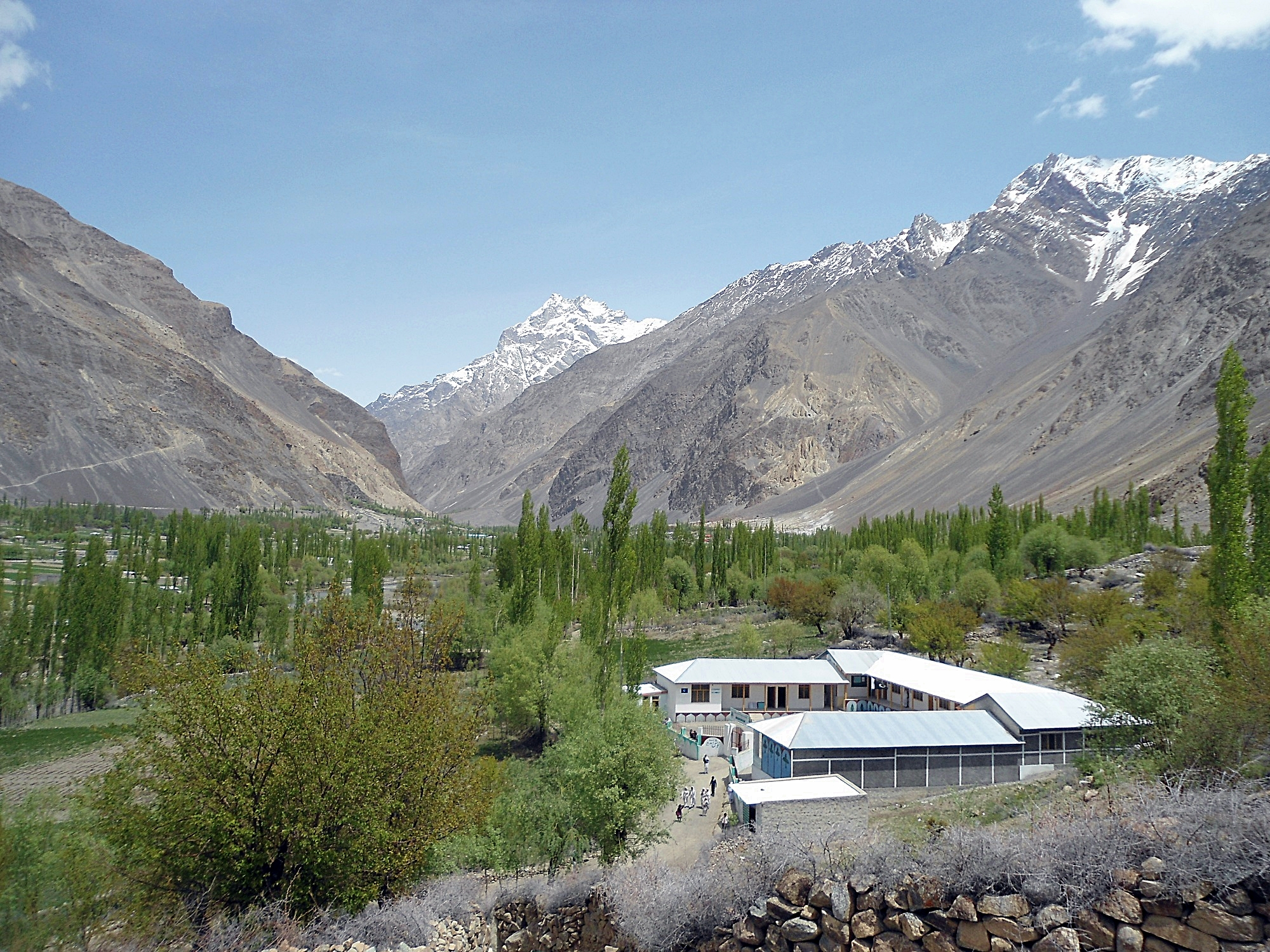
Escola em Hunder, vale de Nubra

Segundo o censo indiano de 2011, a taxa de analfabetismo no Ladaque era 25,8% (15,3% para os homens e 40,3% para as mulheres). Era ligeiramente mais alta no distrito de Cargil (28,7%) do que no distrito de Lé (22,8%). No passado, a educação formal era praticamente inexistente a não ser nos mosteiros. Tradicionalmente, um dos filhos de cada família era obrigado a saber ler e escrever tibetano para ler os livros sagrados.
A primeira escola do tipo ocidental do Ladaque foi aberta pela missão da  Igreja dos Irmãos Morávios em outubro de 1889. O Wazir-i Wazarat (organismo de administração colonial que integrava um oficial britânico) do Ladaque e do Baltistão ordenou que cada família enviasse pelo menos um dos seus filhos menores para essa escola, uma medida que enfrentou grande resistência das gentes locais, que receavam que as crianças fossem forçadas a converterem-se ao cristianismo. A escola, ainda existente atualmente, ensinava tibetano, urdu, inglês, geografia, ciências, estudos da natureza, aritmética, geometria e a Bíblia. A primeira escola laica a ministrar educação do tipo ocidental foi aberta em 1973 por uma fundação local, a "Lamdon Social Welfare Society". Mais tarde, com o apoio do Dalai Lama e algumas organizações internacionais, esta instituição foi ampliada para ter capacidade para cerca de dois mil alunos, espalhados por várias escolas.
As escolas estão bem distribuídas por toda a região, mas apenas 25% vão além do ensino primário. 65% das crianças frequentam a escola, mas o absentismo é alto, tanto de alunos como de professores. Em ambos os distritos, a taxa de abandono escolar foi durante muitos anos cerca de 50%. Até 1993, quando foi adotado o inglês, o ensino até aos 14 anos de idade era ministrado em urdu.[carece de fontes?]

## Cultura e sociedade
A cultura ladaque tem muitos traços em comum com a  tibetana, especialmente nas zonas budistas.

### Cozinha
A cozinha ladaque tem muitas semelhanças com a tibetana. Os pratos mais comuns, também comuns no Tibete, são a thukpa, uma sopa de massa, e a tsampa, uma farinha de cevada torrada, que no Ladaque também é conhecido como ngampe. Por ser comestível sem ser cozinhada, a tsampa é adequada como comida de quem viaja a pé. Um prato genuinamente ladaque é skyu, um prato de massa espessa com hortaliças. À medida que a economia do Ladaque se tem vindo a basear-se cada vez mais em dinheiro, os pratos típicos das planícies indianas têm vindo a tornar-se cada vez mais comuns.[carece de fontes?]
Como noutras partes da Ásia Central, no Ladaque o chá é tradicionalmente feito com chá verde forte, manteiga e sal. É misturado numa grande batedeira e conhecido como gurgur cha, devido ao barulho que faz quandoé misturado. Atualmente também é comum o chá doce (cha ngarmo), feito à moda indiana, com leite e açúcar. A maior parte dos excedentes da produção de cevada é fermentada para produzir chang, uma bebida alcóolica consumida principalmente em ocasiões festivas.

### Música e dança

Espetáculo de danças com máscaras (cham) no festival de Nagrang no Mosteiro de Matho

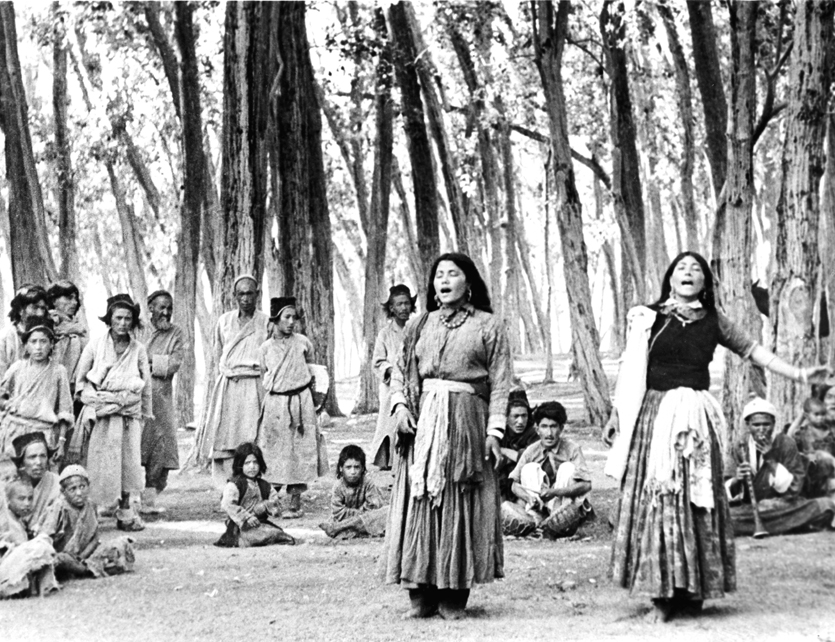
Jovens cantando em Nimo, 1949

A música tradicional inclui instrumentos como a surna (shehnai, uma espécie de oboé) e o daman (tambor). A música tocada nos festivais monásticos do Ladaque, à semelhança da música tibetana, envolve frequentemente cânticos religiosos em tibetano como parte integral da prática religiosa. Estes cânticos são complexos, geralmente recitações de textos sagrados ou de celebração de várias festividades. O canto yang, sem temporização métrica, é acompanhado por tambores ressonantes e sílabas graves e prolongadas.[carece de fontes?]
As danças religiosas com máscaras (cham) constituem uma parte importante da vida cultural da região. No mosteiro de Hemis, um centro proeminente da tradição Drukpa Kagyu do budismo, e nos outros mosteiros mais importantes do Ladaque, todos os anos são realizados festivais de danças de máscaras. Tipicamente, as danças narram uma história de luta entre o bem e o mal, que termina com a vitória do bem.
A tecelagem é uma parte importante da vida tradicional no Ladaque oriental. É praticada tanto por homens como mulheres, em diferentes tipos de teares. As roupas tradicionais incluem gonchas de veludo (robes largos e espessos, com um atilho na cintura), coletes bordados, botas e chapéus.

### Desporto
Os desportos tradicionais do Ladaque são o polo e o tiro com arco. O polo é originário de Gilgit e do Baltistão e possivelmente foi introduzido no Ladaque em meados do século XVII pelo rei Sengge Namgyal, cuja mãe era uma princesa balti e que alegadamente construiu o primeiro campo de polo de Lé. Um dos mais importantes festivais do Ladaque é o torneio de polo que se realiza anualmente em Dras. O Festival do Ladaque, que se realiza todos os anos em Lé, também inclui um torneio de polo. Muitas aldeias organizam festivais de tiro com arco, nos quais as danças tradicionais, bebidas e apostas são tão importantes como o desporto. O tiro com arco segue regras estritas de etiqueta e os torneios têm acompanhamento musical de surna e daman.[carece de fontes?]
Mais recentemente, o críquete e o hóquei no gelo têm vindo a ganhar muita popularidade. O hóquei no gelo é praticado exclusivamente em gelo natural, geralmente entre meados de dezembro e meados de fevereiro.

### Estatuto social das mulheres e poliandria

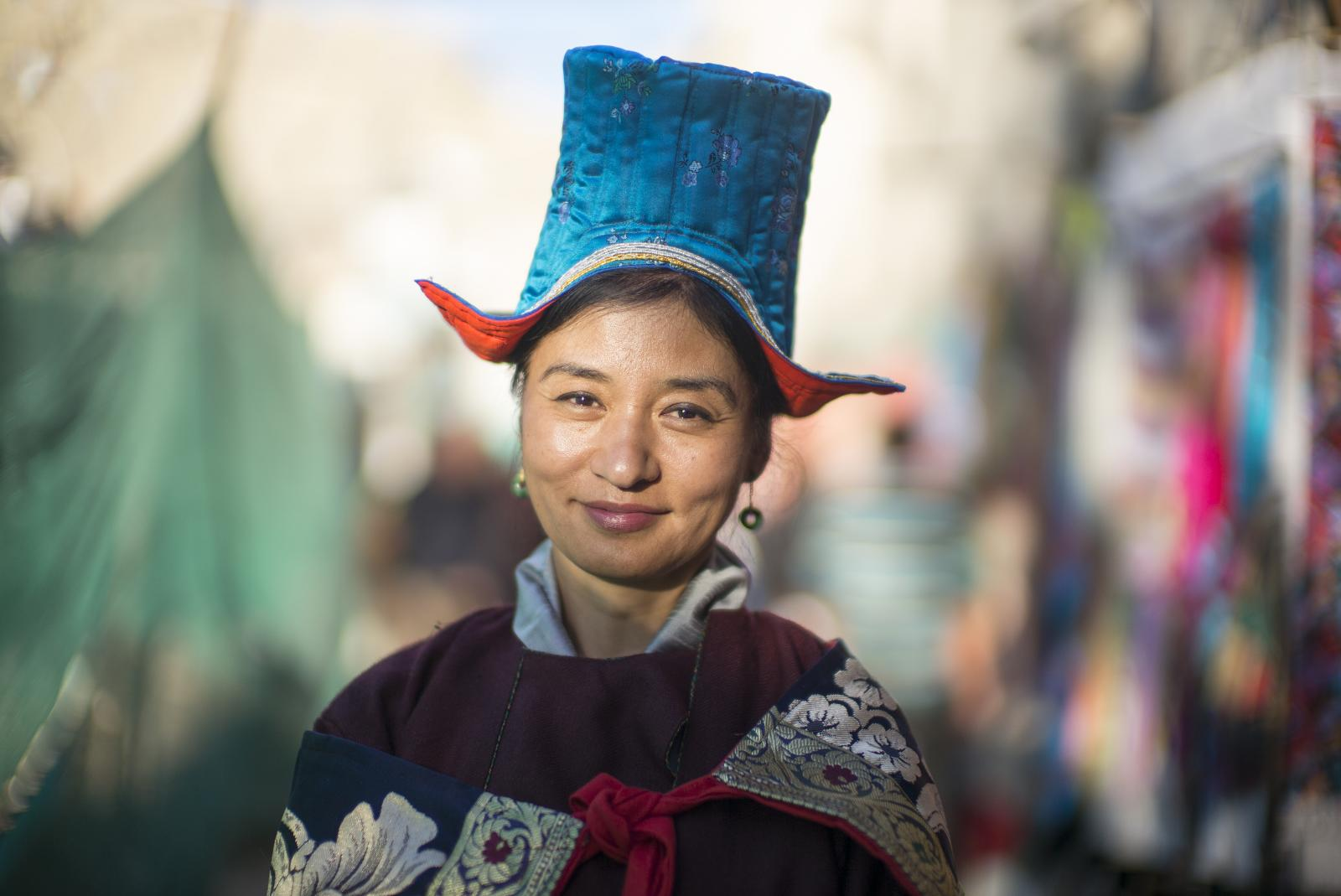
Mulher ladaque com chapéu e roupa tradicional

Uma característica da sociedade ladaque, especialmente entre as comunidades budistas, mas também, em menor escala, nas comunidades muçulmanas, é a relativa emancipação das mulheres, em contraste com o resto do antigo estado de Jamu e Caxemira e outras áreas da Índia, especialmente as rurais.[carece de fontes?]
A poliandria fraterna (casamento de uma mulher com dois ou mais irmãos) e herança por primogenitura eram comuns no Ladaque até à década de 1940, quando foram ilegalizadas pelo governo de Jamu e Caxemira. Não obstante, a prática existiu até à década de 1990, sobretudo entre os mais velhos e em populações rurais isoladas. Outro costume era o khang-bu ("casinha"), segundo o qual os elementos mais velhos duma família se retiravam da participação dos negócios familiares logo que o filho mais velho fosse suficiente maduro, já estivesse casado e com um herdeiro. Os pais entregavam a chefia da família ao filho, tomando para eles apenas a parte das propriedades suficientes para os seu sustento.[carece de fontes?]
A sociedade apresenta aspetos simultaneamente matriarcal e patriarcais e não é incomum que o noivo vá viver com a família da noiva, algo impensável na maior parte do resto da Índia. Apesar das mulheres desfrutarem de um status elevado na sociedade, a participação feminina na política é limitada.[carece de fontes?]

### Medicina tradicional
A medicina tradicional tibetana é o sistema de saúde tradicional do Ladaque há mais de mil anos. Essa escola de tratamento mistura elementos de Ayurveda e da medicina chinesa, combinados com a filosofia e cosmologia do budismo tibetano. Durante séculos, os amchi (praticantes da medicina tradicional tibetana) foram os únicos especialistas em saúde acessíveis à população comum e ainda hoje desempenham um papel importante, especialmente nas áreas remotas.
Há programas do governo e de organizações locais e internacionais que trabalham para desenvolver e rejuvenescer a medicina amchi e estão em curso ações para assegurar que a propriedade intelectual com ela relacionada fique no Ladaque. O governo também tem tentado promover o sumo e geleia de espinheiro marítimo, uma planta comum na região, que se acredita possuir muitas propriedades medicinais e que pode ser uma forma de gerar emprego nas áreas rurais.

### Festivais

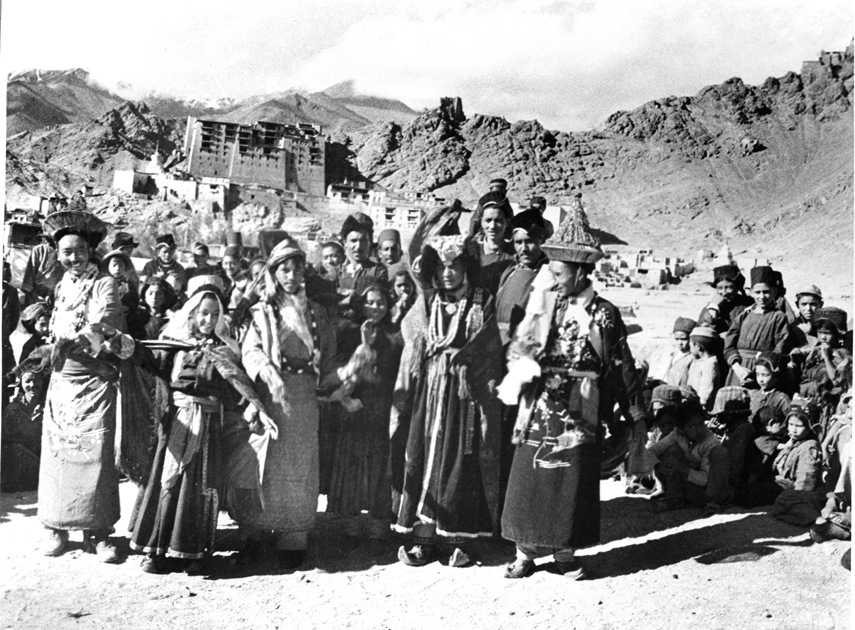
Festa de casamento em Lé em 1949

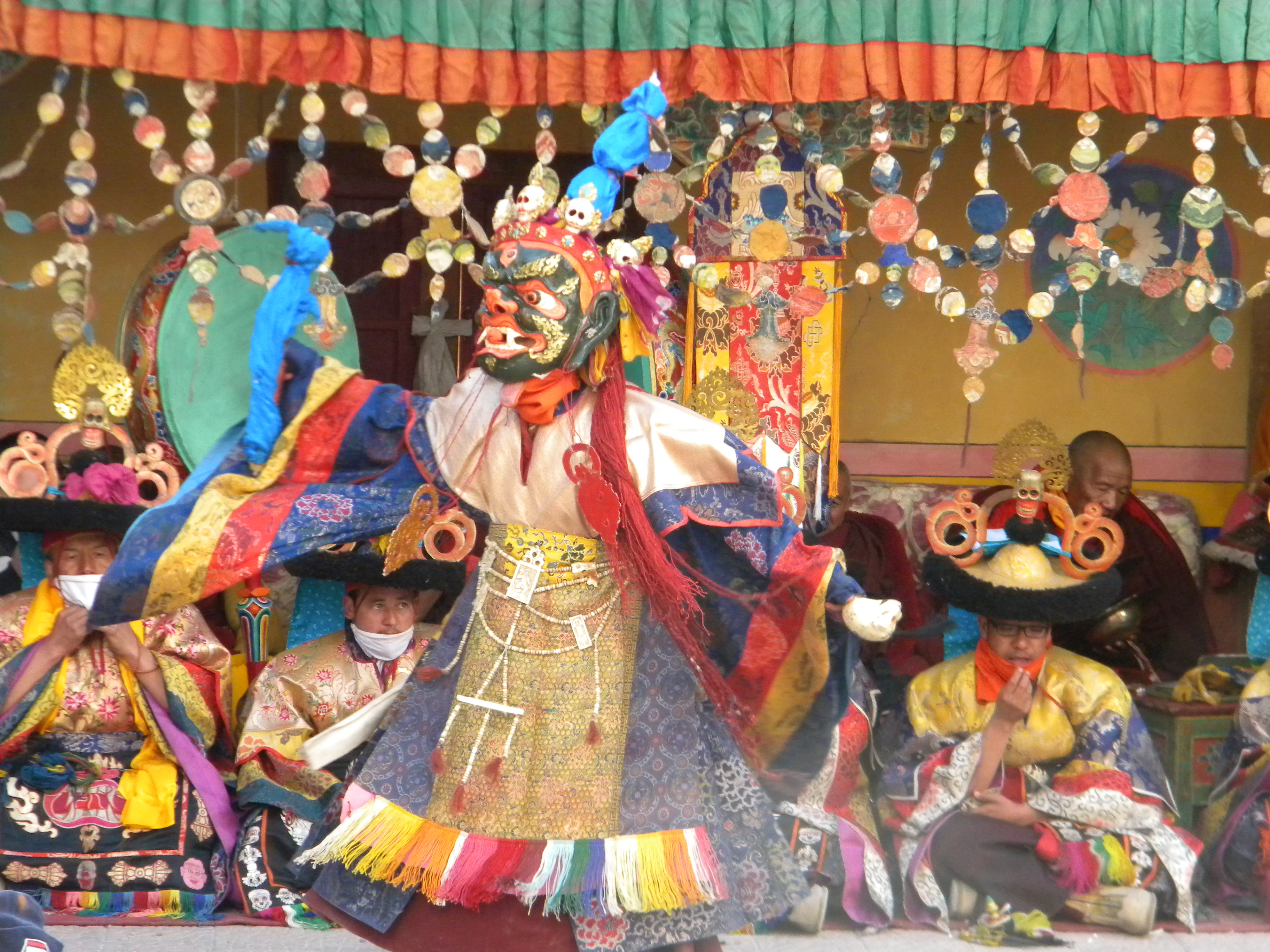
Dança cham no festival Gustor do Mosteiro de Spituk

Tradicionalmente, acontecimentos como casamentos, nascimentos, colheitas e o Losar (ano novo tibetano) são comemorados com festas que envolvem danças e canções folclóricas. A maior parte das festas são celebradas no inverno, quando a generalidade das pessoas estão mais desocupadas, mas há algumas que se realizam no verão. As festas solenes budistas são também a ocasião para celebrações mais mundanas plenas de vida e alegria.
Os maiores festivais são os dos mosteiros budistas (gompas). A maior parte dos mosteiros budistas, senão todos, pelo menos os mais importantes, celebram todos os anos pelo menos um festival, que incluem várias cerimónias, entre elas danças cham, realizadas por monges envergando roupas de seda muito coloridas e máscaras sagradas, geralmente de aspeto temível. Os monges executam peças de mímica e dança que representam aspetos religiosos, como o progresso da alma e a sua purificação ou o triunfo do bem sobre o mal. Devido à sua popularidade entre os turistas, alguns dos festivais monásticos, que originalmente eram realizados noutras alturas do ano, foram movidos nos últimos anos para o verão, a época alta do turismo (há muito poucos turistas no resto do ano devido ao frio e às muitas estradas encerradas devido à neve). Os festivais dos mosteiros atraem multidões de locais, tanto das proximidades como de longe, e também muitos turistas. O ambiente é efusivo e as pessoas aproveitam a oportunidade para rever os amigos e fazer novas amizades.
Outras cerimónias importantes, de cariz menos espetacular, são as oferendas de tormas, pequenas figuras rituais feitas de massa e de manteiga, as quais são destruídas e lançadas no deserto ou queimadas. Os fiéis acreditam que as figuras atuam como uma espécie de bodes expiatórios, levando com elas todo o mal e espíritos maléficos do ano que passou.
O maior festival monástico do Ladaque é o do Mosteiro de Hemis, comemorado em finais de junho ou início de julho, que celebra o nascimento de Padmasambhava (Guru Rinpoche), figura maior do budismo tibetano que é venerada no mosteiro. O ponto alto são os espetáculos de cham realizados no 9.º e 11.º dia do festival. Os maiores festivais de Hemis ocorrem nos anos do macaco do calendário tibetano, de 12 em 12 anos. Nessas ocasiões é exibido no pátio o maior tesouro do mosteiro, uma enorme thangka, com quatro andares de altura, bordada com ícones religiosos e com Padmasambhava, que permanece guardada o resto do tempo.

#### LosareGaldan Namchot
O Losar (festa de ano novo) é comemorado no Ladaque praticamente durante todo o 11.º mês do calendário tibetano (ou entre 8 e 30 de dezembro, segundo algumas fontes), perto do solstício de inverno, dois meses antes do ano novo tibetano. Esta antecipação da festa deve-se ao rei do Ladaque Jamyang Namgyal, que no início do século XVII decidiu liderar uma expedição contra o Baltistão no inverno. Como os seus astrólogos consideravam ser pouco auspicioso empreender uma campanha antes do ano novo, o rei resolveu antecipar a festa dois meses, o que nos anos seguintes se tornou uma tradição que perdura até aos nossos dias.

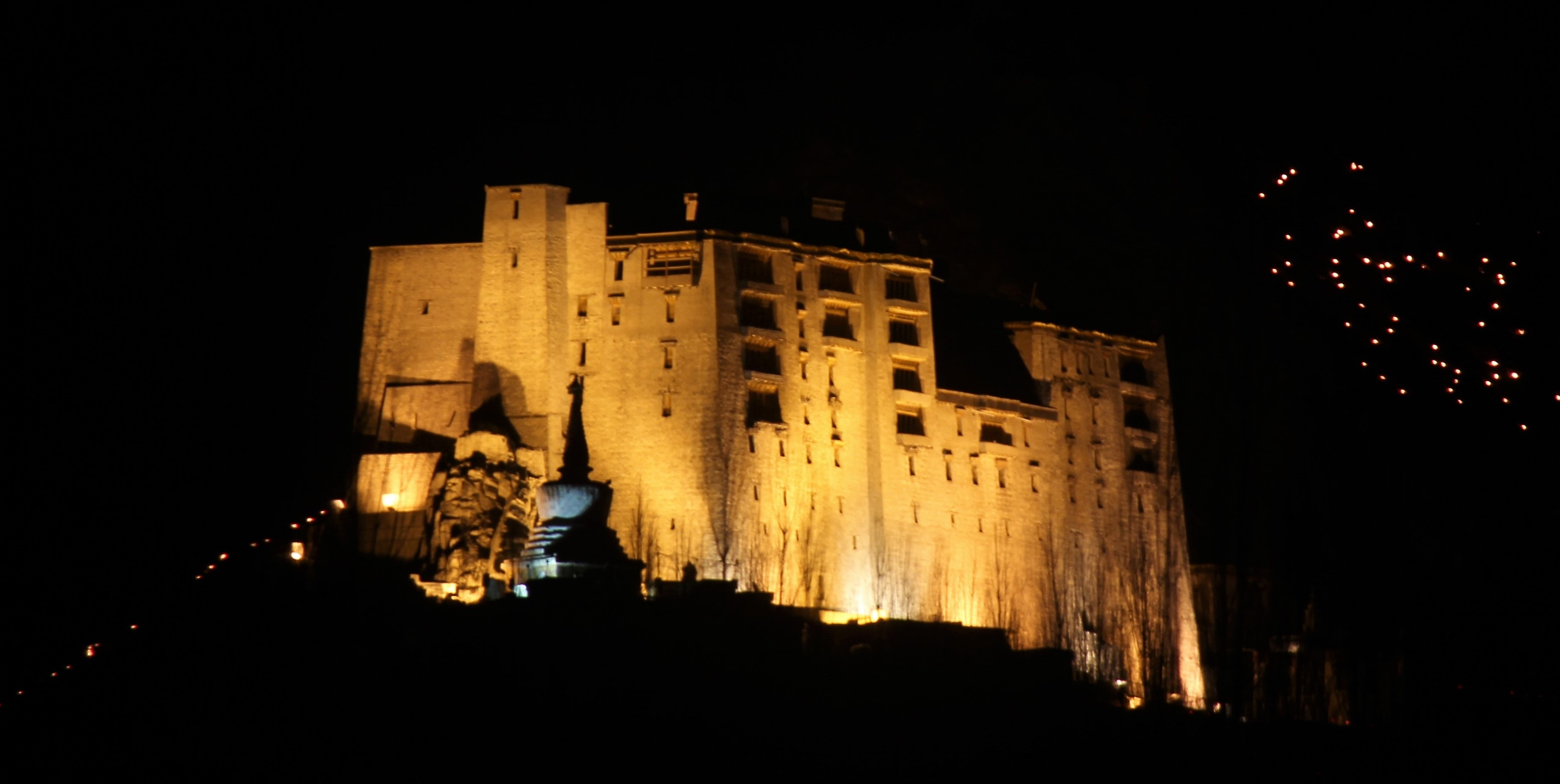
O Palácio de Lé iluminado durante o Galdan Namchot

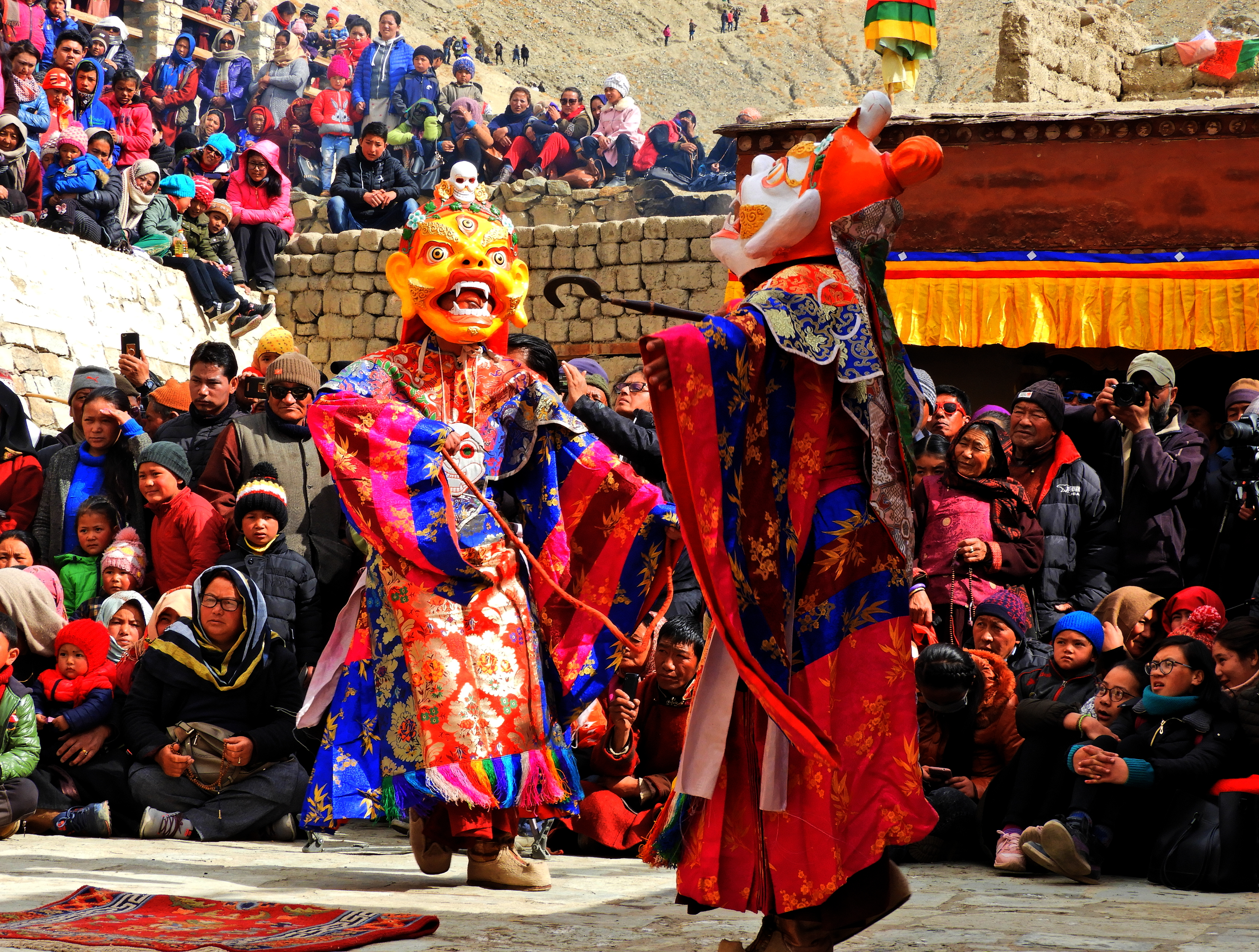
Dança cham no Palácio de Lé durante o festival de Palácio de Lé

O Losar é o evento sócio-cultural mais elaborado do Ladaque, no qual participa toda a população. Os rituais misturam elementos budistas com práticas da religião pré-budista Bön. A preparação das festas começa no verão, quando são feitas as colheitas. As pessoas reservam provisões, ovelhas e cabras para os tradicionais banquetes e cevada para fazer chang, uma espécie de cerveja. Durante as festas são estreadas roupas e joias. A festa começa no 29.º dia do 10º mês do calendário tibetano, quando são inauguradas as iluminações de edifícios e santuários. As ovelhas e cabras reservadas para a ocasião são mortas de forma ritual, para serem usadas nos banquetes noturnos organizados por cada família, nos quais se reúnem todos os membros da família.
No princípio do dia de ano novo são feitas generosas oferendas às divindades do panteão budista tibetano, aos antepassados e até aos animais, quer nas gompas quer em santuários domésticos. Após isso, os mais velhos são visitados pela família, levando presentes e khataks (lenços cerimoniais). Os mais novos vão visitar outras famílias. Durante as festas, em Lé e as aldeias vizinhas vive-se um ambiente de carnaval, devido à alegria reinante e às roupas mais coloridas do que é hábito durante o resto do ano. Os muçulmanos e cristãos de Lé têm o hábito de visitar os seus amigos budistas durante o Losar.
São feitas imagens de cabras selvagens, um símbolo de fertilidade, e outros símbolos considerados auspiciosos, que são colocadas junto às portas, nas paredes das cozinhas e no cimo da coluna central das cozinhas. Nos armários das cozinhas são também postas pequenas imagens de cabras selvagens feitas de massa, para dar sorte. As paredes das cozinhas são pontilhadas, pois acredita-se que isso traz prosperidade para o ano seguinte.
As comemorações do Losar incluem o Metho ("procissão de fogo"), uma procissão noturna na qual os participantes empunhando tochas a arder entoam slogans para afugentar fantasmas zangados e espíritos maléficos que resultam do mau carma. No fim da procissão, as tochas são deitadas longe da cidade, simbolizando a despedida do ano velho e as boas-vindas ao ano novo.
Ao Losar propriamente dito (o dia de ano novo) segue-se o Galdan Namchot, que comemora o aniversário do nascimento de Tsongkhapa, o fundador da escola Gelug do budismo tibetano, que após ser fundada no século XIV, se tornou dominante no Tibete Central dois séculos depois. Durante este festival, os budistas decoram as suas casas, mosteiros e montanhas com luzes e fazem oferendas nas suas casas e nos mosteiros. Por todo o Ladaque, os edifícios residências, públicos, mosteiros são decorados com iluminações festivas. As festividades continuam até ao c, durante o qual é costume as famílias prepararem várias variedades de thukpa, uma sopa de massa, que é servida em todas as casas aos familiares e amigos visitantes.

#### Festival do Ladaque
O Festival do Ladaque, até 2019 organizado pelo departamento de turismo de Jamu e Caxemira, decorre anualmente na primeira quinzena de setembro em Lé e nas aldeias dos arredores. É um evento onde muito participado entusiasticamente pelos locais. A cerimónia inaugural é um cortejo de grupos folclóricos de várias partes do Ladaque, no qual os participantes envergam as vistosas roupas tradicionais e cantam e dançam melodias tradicionais. O cortejo começa em Lé, passa pela rua principal "do mercado" (Main Bazaar) e termina no campo de polo.
Ao longo dos 15 dias de festa, o programa inclui espetáculos, dos quais os mais populares são os de danças de máscaras, outras danças tradicionais, música e torneios de polo e de tiro com arco. No Main Bazaar é instalado um mercado de artigos da Ásia Central, recriando os antigos mercados onde as caravanas vendiam as suas mercadorias, com os comerciantes e artesãos vestidos com as roupas tradicionais de antigamente. Um dos pontos altos do festival é o torneio de polo, conhecido como Ladakh Festival Cup, ao qual acorrem equipas não só do Ladaque mas também de algumas regiões de Jamu e Caxemira.

Galeria de fotografias
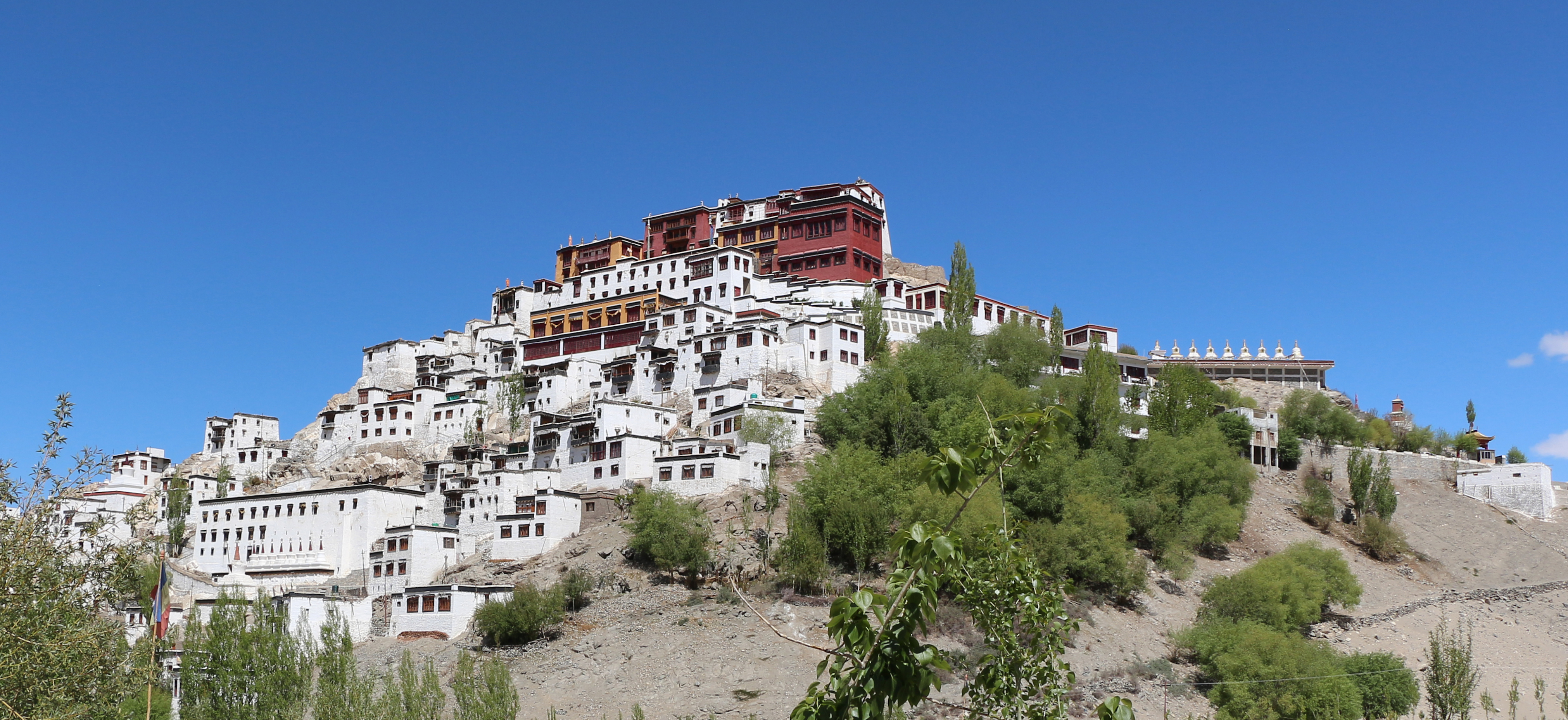
Mosteiro de Thiksey
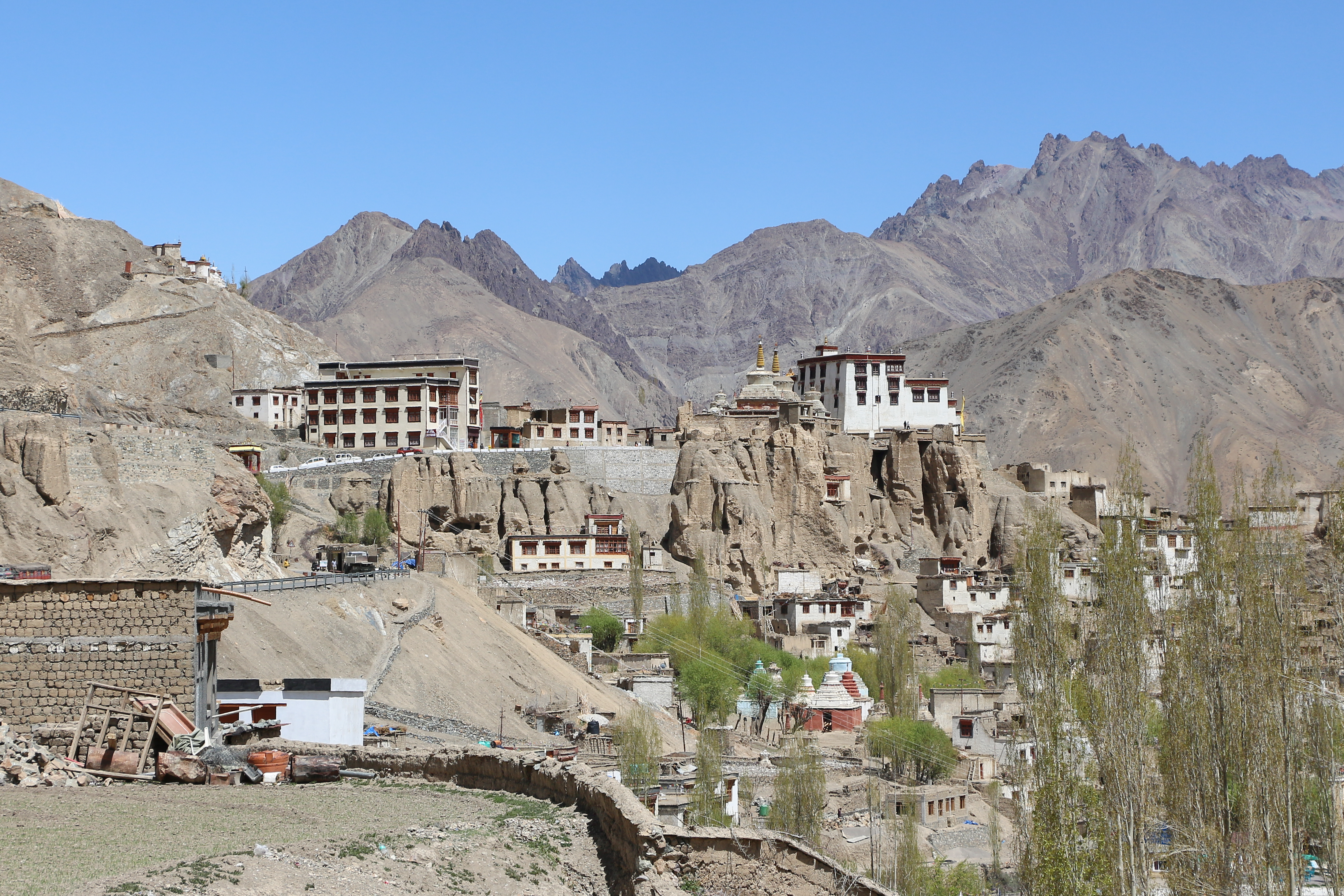
Mosteiro de Lamayuru
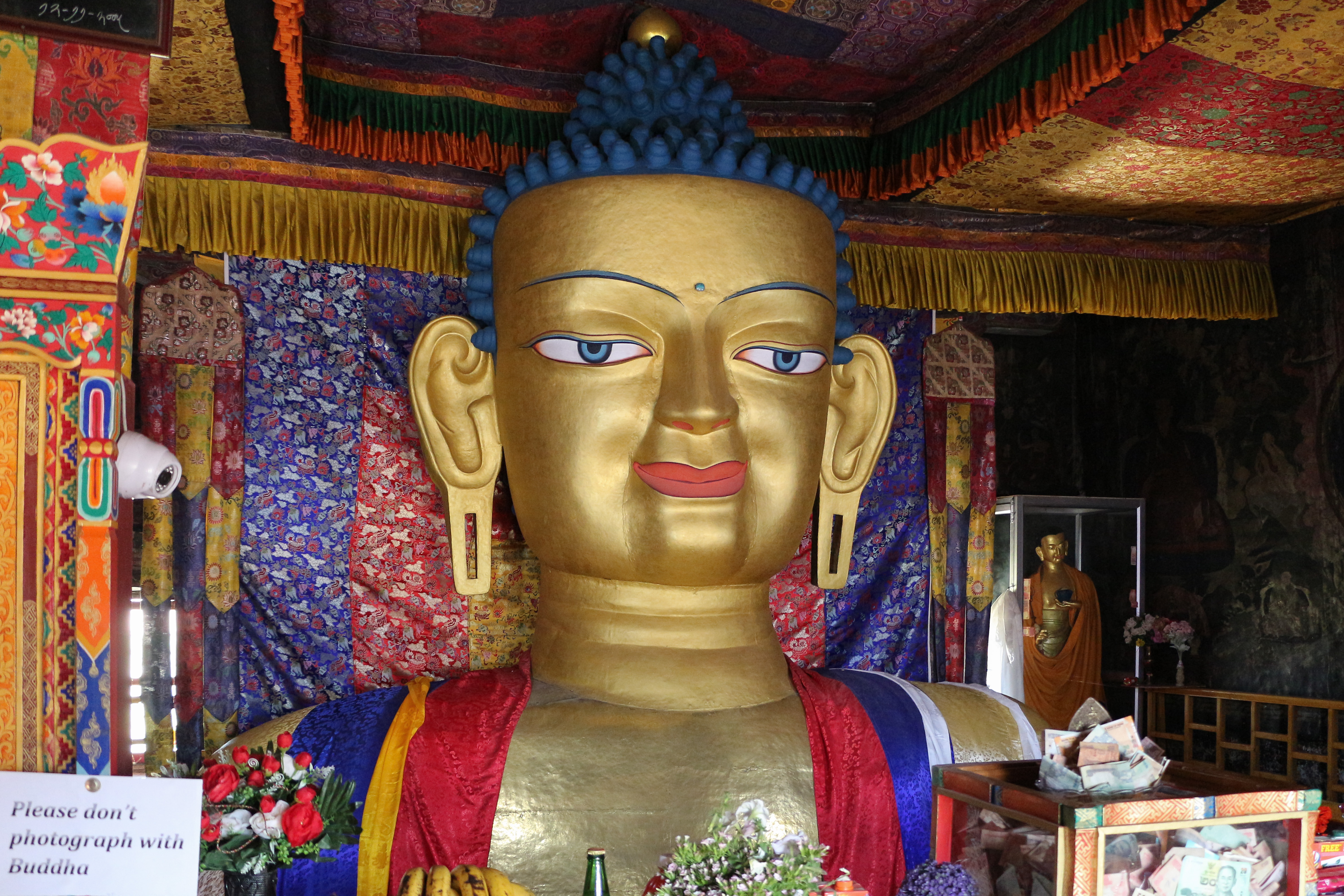
Estátua de Buda Shakyamuni no Palácio de Shey
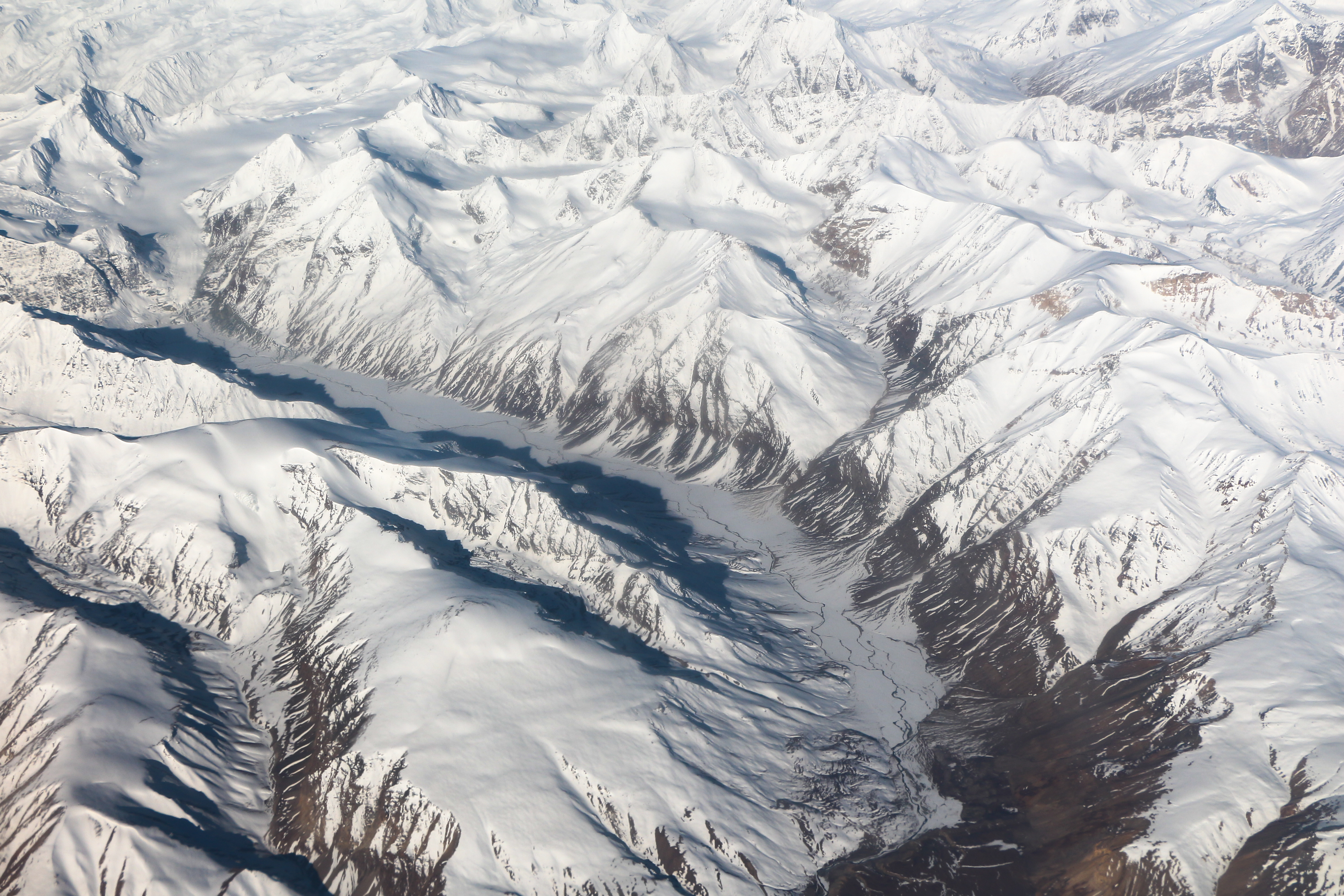
Fotografia aérea do Ladaque
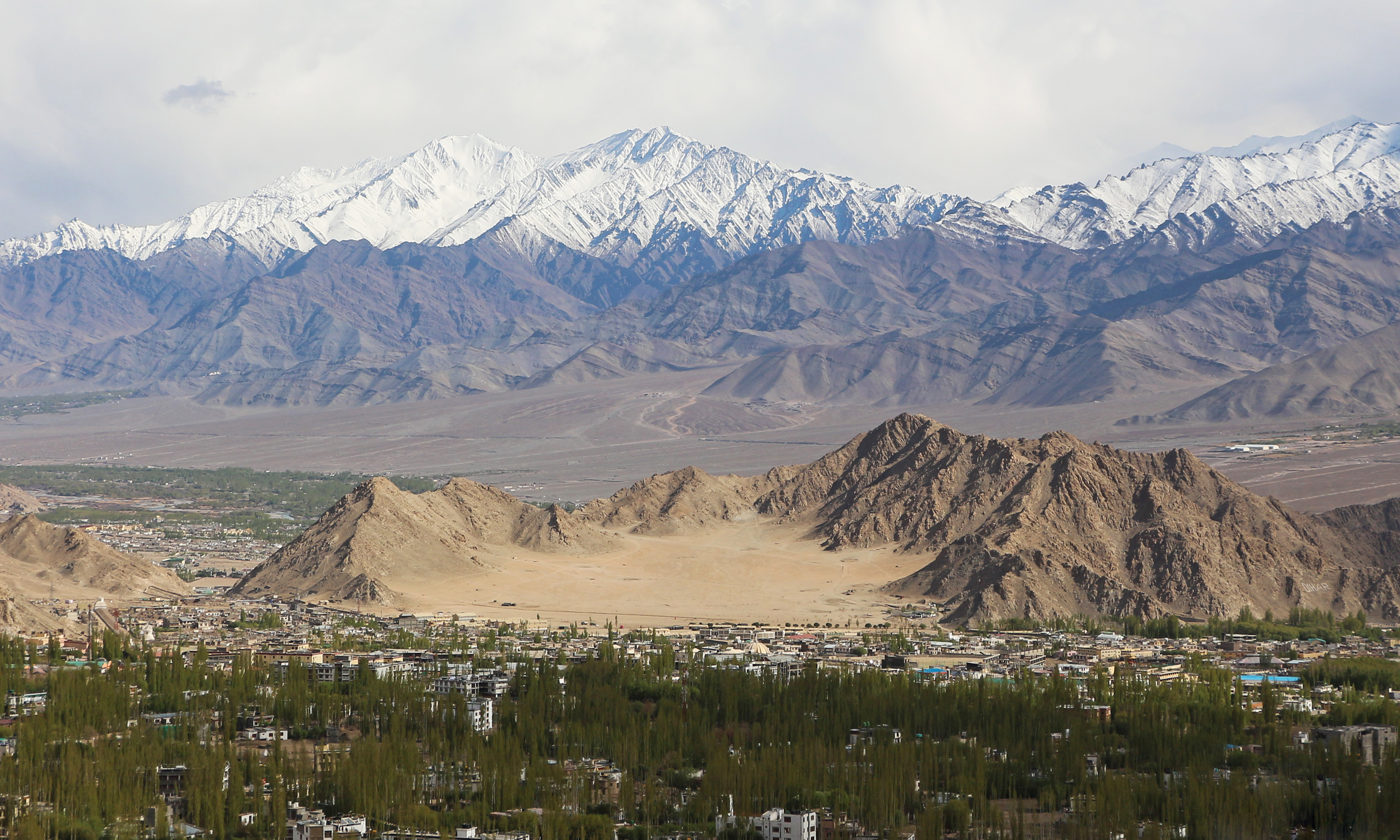
A cordilheira do Ladaque vista de Lé